# Hemorragia digestiva baja
La hemorragia digestiva baja (HDB) es toda aquella pérdida de sangre de inicio reciente originada por una lesión del tubo digestivo cuya localización es distal al ligamento de Treitz, ref  Este dato anatómico es lo que diferencia la HDB del otro tipo de hemorragia digestiva, la hemorragia digestiva alta (HDA), aquella cuyo origen se encontraría por encima de dicho ligamento. Así, la HDB incluye cualquier hemorragia originada en el intestino grueso, incluido el recto y el canal anal, pero además las originadas en yeyuno e íleon, secciones ambas que constituyen la mayor parte del intestino delgado Su forma de presentación clínica característica es la aparición de sangre o de restos sanguíneos por el ano en forma de hematoquecia o de rectorragia, aunque también lo puede hacer en forma de melena o de heces sanguinolentas. La cantidad de hemorragia puede ser desde mínima, sin repercusión hemodinámica, a una de mayor cuantía y gravedad. Se utilizan otros términos que son sinónimos de la HDB como son hemorragia gastronintestinal baja (es la traducción literal del término usado en el ámbito médico anglosajón), rectorragia, hemorragia colónica y diarrea hemorrágica.
La HDB no es una enfermedad si no un signo clínico por el que se manifiestan diferentes enfermedades. Las causas de la HDB se pueden agrupar en varias categorías: anatómica, como la diverticulosis; vascular, como la angiodisplasia, la isquemia o la inducida por la radioterapia; inflamatoria, como la enfermedad inflamatoria intestinal o la infección intestinal; neoplásica, como los pólipos o los tumores del colon; y iatrógena, como el tratamiento con fármacos anticoagulantes, . Generalmente, la HDB suele ser menos grave que la hemorragia digestiva alta. Pero aunque la mayor parte de los episodios de HDB son autolimitados y ceden espontáneamente, y muchas causas de la HDB son relativamente benignas o no implican un peligro serio para la salud, la presencia de una hemorragia de este tipo debe ser valorada por un médico y en algunos casos puede necesitar evaluación y tratamiento urgentes.
La HDB es menos frecuente que la hemorragia digestiva alta. Supone entre un 20 y un 30% de los episodios de hemorragia digestiva en general, con una incidencia anual en países occidentales de entre 20-27 casos por 100.000 habitantes, . Sin embargo, se considera que posiblemente su cifra esta subestimada ya que hay pacientes que no consultan al médico. La incidencia es mayor en varones que en mujeres. Y su frecuencia aumenta con la edad, sobre todo a partir de los 60 años, ya que la prevalencia de la diverticulosis y de las causas vasculares, causas estas habituales de HDB, son más frecuentes en ancianos. La mortalidad global de la HDB tampoco es desdeñable (alrededor de un 4% en uno de los estudios más amplios al respecto), sobre todo en el grupo de población de edad más avanzada o con comorbilidad, donde la mortalidad es aún mayor, .
Dada su incidencia y su forma de presentación es un motivo de consulta frecuente en los servicios de urgencias, . Los avances en el diagnóstico y el tratamiento, principalmente con el desarrollo de la colonoscopia, pero también con la angiografía y la radiología intervencionista, han disminuido la necesidad del tratamiento quirúrgico de esta enfermedad. El manejo más efectivo de la HDB con tratamientos menos invasivos ha permitido reducir no solo el tiempo de ingreso hospitalario de los pacientes y los costes sanitarios que se derivan, sino también, y mucho más importante, las complicaciones, la morbilidad y la mortalidad de estos pacientes.

## Historia
El conocimiento sobre la HDB, su diagnóstico y su tratamiento ha cambiado drásticamente en los últimos 50 años. En la primera mitad del siglo XX la HBD de cierta gravedad era, en muchos casos, de desenlace fatal. Se consideraba que los diferentes tipos de lesiones neoplásicas de colón – pólipos y tumores - eran la causa más común, pero a partir de la década de los 50 este papel se le otorgó a la diverticulosis colónica. El tratamiento en muchos de estos casos era la cirugía, en la que se practicaban resecciones más o menos amplias del segmento del colón que se creía afectado. Los resultados los pacientes sometidos a cirugía eran desalentadores con tasas inaceptables de morbilidad (83%) y de mortalidad (60%).
En 1954 se desarrolló el endoscopio flexible, realizándose la primera colonoscopia completa en 1965 en Japón. También de ese año son los primeros trabajos que describen la angiografía mesentérica selectiva como método diagnóstico para identificar el punto de sangrado exacto, lo que permitía dirigir mejor la cirugía hacia el segmento del colón en el que se había producido la hemorragia. La angiografía mesentérica permitió objetivar que muchas HDB eran ocasionadas por angiodisplasias y por divertículos, pasando a ser ambas causas las consideradas como predominantes. En 1971 se describió la embolización selectiva del vaso sangrante mediante arteriografía, convirtiéndose en una alternativa terapéutica menos invasiva que la cirugía. En 1974 se empezó a utilizar la vasopresina intravenosa como una opción terapéutica para ayudar a controlar la hemorragia y estabilizar al paciente antes de la cirugía. Pero la alta tasa de recurrencias de la hemorragia, superior al 70%, con este tratamiento lo hecho caer en desuso, sobre todo desde la disponibilidad de la radiología intervencionista y la embolización selectiva. Fue a partir de los años 80 cuando la endoscopia se utilizó también como medio de tratamiento con el uso de la esclerosis o de los métodos de cauterización para controlar la hemorragia en el mismo acto endoscópico en el que se realizaba el diagnóstico. Al mismo tiempo se desarrollaron las técnicas de medicina nuclear y de la gammagrafía como métodos para detectar hemorragias incluso cuando estas son de muy pequeña cuantía.

## Anatomía

Riego sanguíneo cólico. 1. colon transverso, 2. colon ascendente, 3. ciego, 4. arteria cólica derecha, 5. apéndice vermiforme, 6. arteria cólica media, 7. flexura cólica izquierda o punto de Cannon-Böhm (borde entre las áreas de irrigación de las mesentéricas superior e inferior. En rosa está señalado el riego proveniente de la mesentérica superior y sus ramas: cólica media, cólica derecha e ileocólica. En azul está señalado el riego de la mesentérica inferior y sus ramas: cólica izquierda, sigmoideas y rectal superior.

El intestino delgado se divide en duodeno, yeyuno e íleon. Su longitud es de unos 6 a 7 metros. El intestino grueso, dividido en ciego, colon ascendente, colon transverso, colón descendente, sigma, recto y conducto anal, tiene una longitud de unos 1,5 m. Si descontamos los 20 o 25 cm de longitud del duodeno, la porción de intestino delgado que hay hasta el ángulo de Treitz, las HDB, según la definición, pueden originarse en un nada despreciable trayecto intestinal de entre 7,2 y 8,2 m de longitud.
Este extenso territorio esplácnico está ricamente irrigado. Se calcula que su flujo sanguíneo es de unos 850 l./min., lo que supone aproximadamente el 15 % del gasto cardíaco total de un individuo adulto. Este porcentaje aumenta considerablemente durante el periodo de la digestión de los alimentos cuando las necesidades sanguíneas del tubo digestivo se multiplican significativamente.
La anatomía vascular de este territorio determina la clínica de un paciente con HDB y puede influir en su tratamiento. Este suministro sanguíneo proviene, excepto raras variaciones anatómicas individuales, de la arteria mesentérica superior, la arteria mesentérica inferior y las arterias ilíacas internas. La arteria mesentérica superior es rama directa de la aorta abdominal, con su salida 1 cm por debajo del tronco celíaco. Irriga todo el intestino delgado, excepto la porción proximal del duodeno, y la mayor parte del colon, hasta los 2/3 derechos del colon transverso. Tiene cuatro ramas principales: la pancreáticoduodenal inferior, la ileocólica, la cólica derecha y la cólica media. Como regla general la arteria ileocólica suministra sangre al íleon terminal, ciego, apéndice vermicular y el segmento proximal del colon ascendente, mientras que el resto del ascendente y el ángulo hepático del colon reciben sangre de la arteria cólica derecha, y los 2/3 derechos del colon transverso de la arteria cólica media.,
El tercio restante del colón transverso, el descendente, el sigma, y el recto proximal dependen de la arteria mesentérica inferior. Esta arteria es también rama de la aorta pero tiene su salida en la porción infrarrenal de esta, aproximadamente 3 cm por encima de la bifurcación de las arterias ilíacas. La mesentérica inferior se ramifica en la arteria cólica izquierda, que irriga el tercio distal del colon transverso y su ángulo esplénico, las arterias sigmoideas, que irrigan el colon descendente y sigmoideo, y la arteria rectal superior, que irriga el recto más proximal. El resto del recto y el canal anal es irrigado por la ramas de la arteria pudenda interna y de las arterias rectales anteriores que son todas ellas ramas de la arteria ilíaca interna, y por la arteria hemorroidal media, que es rama de la arteria hipogástrica.,.
Hay un amplio sistema de arterias colaterales que unen el sistema de la mesentérica superior con el de la mesentérica inferior, como también sucede entre las arterias mesentérica inferior e ilíaca. Las arcadas entre ambas arterias mesentéricas se interconectan en la base y el borde del mesenterio, denominándose respectivamente arcada de Riolano y arteria marginal de Drummond. Las conexiones entre al arteria mesentérica inferior y la arteria ilíaca suceden a través de los vasos rectales medios e inferiores. Pero a pesar de todo este sistema de conexiones colaterales y de suplencias, el colon tiene varios puntos débiles en cuanto a irrigación arterial se refiere. Por un lado, la arteria marginal de Drummond está pobremente desarrollada en el 50% de la población. Y una o más de las 4 ramas principales de la arteria mesentérica superior pueden estar ausentes hasta en el 20% de la población. Todo ello explica que el colon derecho sea una de las zonas más expuestas a los efectos de la isquemia ya sea por obstrucción arterial o por bajo gasto cardíaco. Por otra lado, hasta en un 30% de la población el aporte vascular proporcionado por el arco de Riolano y la arteria marginal de Drummond es pobre o inexistente haciendo del ángulo esplénico del colon (punto de Griffith), que es suplido por ramas terminales de la arteria mesentérica superior, uno de estos puntos débiles. Otra zona vulnerable es la unión rectosigmoidea, suplida por ramas terminales de la mesentérica inferior y que se unen a la arteria rectal superior (punto de Sudek). Estas áreas de confluencia arterial, colon derecho, ángulo esplénico del colon y unión rectosigmoidea, son las más vulnerables a una situación de isquemia del territorio arterial mesentérico del intestino grueso.
El retorno venoso sigue una distribución similar a la del árbol arterial: por un lado las venas rectales desembocan en la vena mesentérica inferior, que a su vez recoge la sangre venosa del territorio izquierdo del colon y desemboca en la vena esplénica y esta en la vena porta; por el otro, el resto del colón derecho, íleon y yeyuno son drenados por ramas que desembocan en la vena mesentérica superior que a su vez lo hace en la vena porta que finalmente llega al hígado.,. Respecto a la inervación de esta parte del tubo digestivo corresponde al nervio vago y a los nervios esplácnicos a través de los ganglios celíacos y de los plexos existentes alrededor de la arteria mesentérica superior y del sistema simpático y parasimpático.
Estas características anatómicas y fisiológicas son las que determinan que una hemorragia en este territorio pueda suponer una pérdida significativa de volumen sanguíneo en poco tiempo y ser clínicamente relevante y grave. Y son relevantes a la hora del enfoque diagnóstico de las causas vasculares de la HDB así como de la localización angiográfica de las lesiones o de un eventual tratamiento quirúrgico.

## Epidemiología
La HDB es menos frecuente que la hemorragia digestiva alta. Supone entre un 20 y un 30% de los episodios de hemorragia digestiva en general, con una incidencia anual en países occidentales de entre 20-27 casos por 100.000 habitantes. Sin embargo, se considera que posiblemente su cifra esta subestimada ya que hay pacientes que no consultan al médico. La incidencia es mayor en varones que en mujeres (24,2 en varones vs. 17,2 en mujeres). Y su frecuencia aumenta con la edad (hasta 200 casos anuales por 100.000 en mayores de 80 años), ya que la prevalencia de la diverticulosis y de las causas vasculares son más frecuentes en ancianos. La incidencia tiende a un ligero incremento en los últimos años en relación con el envejecimiento de la población y el mayor uso de la aspirina, AINES y fármacos anticoagulantes. Un estudio realizado en España registró que las hospitalizaciones por HDB aumentaron más de un 50% en 10 años, pasando de 20 casos/100.000 habitantes en 1995 a 33/100.000 habitantes en 2005, mientras que en el mismo periodo la incidencia de HDA registro un descenso significativo.
Mortalidad. La mortalidad global de la HDB tampoco es desdeñable (alrededor de un 3,9% de mortalidad intrahospitalaria en el estudio transversal más amplio al respecto), sobre todo en el grupo de población de edad más avanzada o con comorbilidad, donde la mortalidad es aún mayor,,,. En el estudio mencionado, además de la edad, los mejores predictores de mortalidad intrahospitalaria (todos ellos con OR ajustada mayor de 2) fueron: edad mayor de 50 años (OR 3,67 entre 50 y 70 años, OR de 4,91 si mayor de 70 años) la HDB causada por isquemia (OR de 3,47), la comorbillidad (OR de 3), HDB durante el ingreso hospitalario por otro motivo (OR de 2,35), las alteraciones de la coagulación (OR de 2,34) y la hipovolemia (OR de 2.22).
Estudios de eficiencia y coste. Los costes sanitarios de la atención de la HDB que precisa atención hospitalaria no es despreciable. Un estudio canadiense estimó que el coste medio de un ingreso por HDB fue de 4.800 dólares canadienses, muy por encima del coste estimado para una HDA, que era de entre 2.500 y 3.000 dólares canadienses. No hay suficientes estudios específicamente diseñados para comparar los costes y la efectividad de los distintos métodos diagnósticos y terapéuticos posibles en el manejo de la HDB aguda. Hay uno basado en datos de gasto de 1990 en el que se estimó un ahorro de 10.065 dólares estadounidenses por paciente en los casos de HDB en los que en Urgencias se realizó colonoscopia respecto a los pacientes en los que se utilizaron otros métodos como la angiografía o la cirugía para el diagnóstico y el tratamiento.

## Etiología y patogenia
Las causas de la HDB se pueden agrupar en varias categorías, como muestra la lista que hay a continuación. Algunas de las causas que se dan son muy poco frecuentes y solo se dan casos aislados. En la mayor parte de los pacientes, y con mucha distancia respecto al resto, el sangrado será debido a las hemorroides. Sin embargo, su frecuencia debe estar subestimada ya que probablemente muchos pacientes no consultan dado que la mayoría de las veces el sangrado es leve y de poca cuantía. Por ello, en la mayoría de los estudios sobre HDB la patología hemorroidal no se contempla o se dan cifras francamente menores que de otras causas.
En la mayoría de las series sobre HDB, la diverticulosis es la causa más frecuente de HDB oscilando entre el 15% y el 55% de ellas. La siguiente causa en frecuencia ya es más variable, según los estudios que se consulten, siendo la angiodisplasia – entre 3% y el 37% -, los pólipos y tumores del intestino grueso y recto – del 8% al 36% - y la colitis (isquémica o inflamatoria) – entre el 6% y el 22% -. Diverticulosis, colitis isquémica y angiodisplasias son las causas predominantes en pacientes mayores de 65 años. Por el contrario, por debajo de los 50 años la patología anorrectal benigna y, especialmente, la patología hemorroidal, es la más frecuente, sobre todo si la HDB se manifiesta como sangrado rectal. La tabla 1 recoge los porcentajes de los principales grupos de causas que aparecen en las series recogidas por varios estudios de HDB.
| Tabla 1. Frecuencia de las diferentes causas de HDB dadas por varios estudios. (Adaptada de Zuckerman et al. 1999, Farrell y Friedman 2005 y Strate 2012). |                |                |                 |          |               |        |              |
| Estudio | Diverticulosis | Angiodisplasia | Pólipos/Tumores | Colitis* | Anorrectales# | Otras$ | Desconocidas |
| Boley et al. (1978) | 40%            | 11%            | 14%             | 12%      | -             | 5%     | -            |
| Colacchio et al. (1982) | 55%            | 7%             | 14%             | 11%      | 5%            | 5%     | 32%          |
| Farrands y Taylor (1987) | 29%            | 6%             | 36%             | 19%      | 5%            | 5%     | 1%           |
| Jensen y Machicado (1988) | 20%            | 37%            | 14%             | 11%      | 5%            | 5%     | 8%           |
| Rossini et al. (1989) | 15%            | 4%             | 30%             | 22%      | 0%            | 11%    | 18%          |
| Richter et al. (1995) | 48%            | 12%            | 11%             | 6%       | 3%            | 6%     | 14%          |
| Bramley et al. (1996) | 24%            | 7%             | 10%             | 21%      | 9%            | 4%     | 25%          |
| Vernava et al. (1996) | 60%            | 3%             | 9%              | 13%      | 11%           | -      | -            |
| Jensen y Machicado (1997) | 23%            | 40%            | 15%             | 12%      | 5%            | 4%     | -            |
| Longstreth (1997). | 41%            | 3%             | 9%              | 16%      | 5%            | 14%    | 12%          |
| Strate (2005) | 5-42%          | 0-3%           | 3-11%           | 11-54%   | 6-16%         | 1-22%  | 6-25%        |
| Strate (2008) | 33%            | 6%             | 21%             | 17%      | 22%           | 2%     | -            |
| Gayer (2009) | 33%            | -              | 13%             | -        | 22%           | -      | -            |
| Fernández-Alonso et al. (2010) | 14%            | 4%             | 11%             | 24%      | 38%           | -      | 9%           |
| *Incluye enfermedad inflamatoria intestinal, colitis infeciosas, colitis isquémica, colitis rádicas, vasculitis y otras causas inflamatorias de origen incierto. #Incluye hemorroides, fisura anal y úlcera rectal idiopática. $Incluye hemorragia postpolipectomía, fístula aortocolónica, traumatismo por impactación fecal y hemorragia de una anastomosis intestinal. |                |                |                 |          |               |        |              |

Causas de hemorragia digestiva bajaː
1. Anatómicas:
  1. Diverticulosis de intestino grueso
  2. Diverticulosis de intestino delgado
2. Vasculares:
  1. Angiodisplasia
  2. Colitis isquémica
  3. Isquemia mesentérica
  4. Colitis rádica
3. Inflamatoria:
  1. Enfermedad inflamatoria intestinal.
  2. Colitis infecciosas
  3. Colitis de origen incierto
4. Neoplasias:
  1. Pólipos y poliposis intestinal
  2. Neoplasias de intestino delgado
  3. Neoplasias y tumores de intestino grueso, recto y ano
5. Patología anorrectal benigna:
  1. Hemorroides
  2. Fisura anal
  3. Fístula anal
  4. Úlcera rectal
  5. Varices rectales
6. Iatrógena:
  1. Post-polipectomía
  2. Post-biopsia
  3. Post-quirúrgica
  4. Colitis por uso de antibióticos o colitis pseudomembranosa
  5. Uso de anticoagulantes
  6. Uso de AINES
7. Otras causas:
  1. Úlcera estercorácea
  2. Lesión de Dieulafoy
  3. Varices colónicas y rectales
  4. Colopatía portal
  5. Hemorragia digestiva en corredores
  6. Invaginación intestinal
  7. Endometriosis gastrointestinal

Generalmente se considera que el origen de la mayoría de las HDB se encuentra probablemente en el intestino grueso. Pero, por definición, la HDB incluye también aquellas hemorragias cuyo origen está en el intestino delgado distales al ángulo de Treitz, es decir, en yeyuno e íleon. En muchos estudios realizados sobre las causas de la HDB las patologías originadas en intestino delgado se mezclan con la de intestino grueso, o no se contemplan, o se desprecian. La frecuencia con la que se localizan hemorragias en el intestino delgado depende del método diagnóstico empleado. Si la colonoscopia es el método primario, la incidencia reportada de hemorragias originadas en yeyuno e íleon es de entre un 0,7% y el 9%. Cuando en pacientes seleccionados tras la colonoscopia se realiza una angiografía o una arteriografía, el porcenteje de pacientes con hemorragias localizadas en intestino delgado es de más del 30%. Sin embargo, las patologías del intestino grueso y anorrectales siguen siendo la mayor parte de las causas de HDB. Además, las características clínicas, el manejo diagnóstico y el tratamiento así como el pronóstico de las hemorragias de intestino delgado son diferentes a las originadas en intestino grueso. Uno de estos aspectos, sobre todo desde la implantación de las técnicas de endoscopio flexible, es que yeyuno e íleon quedan fuera del alcance endoscópico convencional, ya sea por esofagogastroscopia o por colonoscopia, y necesita de otras herramientas diagnósticas – enteroscopia, cápsula endoscópica, angiografía, y otras -. Por todo ello, parece apropiado diferenciar en las HDB entre aquellas originadas en intestino delgado de las originadas en el grueso, lo que ayuda a delimitar las características clínicas de cada una de ellas.
Causas más frecuentes de HDB:

### Diverticulosis del colon
La diverticulosis del colon es una enfermedad frecuente en los países desarrollados. Está relacionada con la edad, detectándose en el 10% de las personas entre 30 y 50 años incrementándose significativamente a partir de entonces. Aproximadamente entre el 40 y el 50% de los mayores de 70 años tienen divertículos en el colon evidenciados en alguna prueba diagnóstica (generalmente enemas opacos o colonoscopias), sean estos sintomáticos o no. Por otra parte, son muy infrecuentes en Áfríca y Asia, salvo en las zonas más desarrolladas. Su aparición se ha relacionado tradicionalmente con la dieta pobre en residuos o en fibra y en la tendencia al estreñimiento que dicha dieta ocasiona. De ahí que se entienda que sea más frecuente en países desarrollados donde la dieta es más probre en fibra que en zonas menos desarrolladas.
Anatomopatológicamente un divertículo intestinal es una evaginación de la pared intestinal en forma de saco que se produce en puntos donde dicha pared presenta debilidad de su estructura. Carecen de capa muscular pero poseen vasos sanguíneos que envuelven la cúpula del divertículo. No suelen tratarse de lesiones únicas y lo habitual es que sean más o menos numerosos. La mayor parte de los divertículos (el 75% de ellos) aparecen en el colón izquierdo y el sigma, y cuando hay divertículos en el lado derecho del colon generalmente también los habrá en el lado izquierdo.
La mayor parte de las veces, los divertículos del colon pasan desapercibidos. Las dos complicaciones agudas más frecuentes son la diverticulitis aguda y la HDB, aunque rara vez coexisten ambas entidades. La diverticulitis aguda no suele producir hemorragia de cantidad relevante, aunque puede haber diarreas sanguinolentas o pequeñas cantidades de sangre mezcladas con las heces, y su cuadro clínico fundamental es el dolor abdominal agudo, la diarrea y la fiebre. Tener diverticulitis aguda no aumenta la posibilidad de tener una HDB por diverticulos. A diferencia de la diverticulitis aguda, que habitualmente afecta al colón izquierdo y el sigma, la hemorragia por divertículos suele originarse en el colón derecho en más del 50% de los casos. El hecho de que los divertículos sean anatómicamente menos frecuentes en el lado derecho del colon y que, sin embargo, sean los que con mayor frecuencia sangran, refleja precisamente una mayor propensión a la hemorragia de los divertículos allí localizados.
La hemorragia diverticular es arterial. Se produce por la rotura de los vasos rectos de la submucosa del cuello y de la cúpula del divertículo. El mecanismo por el que esto llega a producirse no está bien definido pero podría deberse a cambios de la estructura de los vasos sanguíneos. Los vasos murales de un divertículo están separados de la luz intestinal tan solo por la capa mucosa. El roce continuado del contenido fecal intestinal, así como la contracción y relajación de la capa muscular adyacente a la boca del divertículo producen en los vasos rectos arteriales del mismo un engrosamiento excéntrico de la cara íntimal a la vez que un adelgazamiento de la capa media que a la larga determina una zona de debilidad del vaso predispuesta a la rotura y la hemorragia. Aunque tradicionalmente se entendía que estas causas mecánicas era predominantes en la patogenía de la lesión las observaciones más recientes sugieren que mecanismo inflamatorios y la ulceración de la mucosa por otros mecanismos es más frecuente de lo que se creía. Por qué sangran más los divertículos del colon derecho que los del izquierdo no está bien determinado pero podría deberse a que, la pared del colon derecho es más delgada que la del izquierdo, y por tanto más vulnerable a la lesión. Otra hipótesis es que los divertículos de lado derecho del colon suelen ser de mayor tamaño y de cuello más ancho que los del colon izquierdo por lo que el área expuesta de mucosa vascularizada sería mayor.
Los divertículos del colon son la causa más frecuente de HDB. También lo es de las que son de grado moderada y severo. Aunque entre el 3% y el 20% de los pacientes con diverticulosis sangran alguna vez en forma de hemorragias menores, un tercio de ellos lo hacen como una hemorragia de cantidad significativa casos estos últimos que casi siempre serán debidos a divertículos del colon derecho.  Aproximadamente la mitad de los pacientes han tenido algún episodio hemorrágico previo. Entre el 75% y el 80% de los casos suelen ser hemorragias autolimitadas, pero un 5% pueden ser hemorragias graves. La recidiva en los días siguientes al episodio es frecuente (entre un 38% y un 76% según las fuentes), generalmente en forma emisiones de sangre más oscura que la inicial y de menor cantidad, hasta que cesa gradual y espontáneamente. En seguimientos más prolongados se ha objetivado que la recurrencia al año es del 9%, a los 2 años del 10%, a los 3 años del 19%, y a los 4 años del 25%.
La hemorragia por divertículos suele ser sin dolor abdominal y si lo hay este es leve, de carácter cólico y generalmente en relación con la deposición hemorrágica. Algunos presentan discreta distensión abdominal. Tampoco suele haber fiebre, y su presencia nos obligaría a descartar una diverticulitis u otras causas. En pacientes ancianos y con comorbilidad las tasas de morbilidad y de mortalidad en su conjunto son del 10% al 20%.
En un caso dado de HDB, la diverticulosis se considera presuntivamente el origen del sangrado entre un 35% y un 57% de las veces cuando el método primario de evaluación es la colonoscopia. Sin embargo, si se intenta verificar el origen de la hemorragia con otros métodos, solo en un 10% de ellos se descartan otras causas y la diverticulosis se da como diagnóstico confirmado.

### Colitis isquémica
La colitis isquémica es una enfermedad propia de la vejez y poco frecuente antes de los 60 años. Es la forma de isquemia más frecuente del territorio intestinal (entre un 60 y un 70% de todas las isquemias). Se estima que la colitis isquémica supone 1 de cada 2.000 ingresos hospitalarios y aproximadamente el 1% de todas las colonoscopias realizadas en un hospital de referencia, con una incidencia en la población general entre 4,5 y 44 casos por 10.000 habitantes/año, con un riesgo de padecerla mayor en las mujeres y en personas mayores de 65 años. En nuestro medio la incidencia encontrada es de 16-20 casos por 10.000 habitantes/año.
La isquemia se debe a una reducción del flujo sanguíneo arterial en una zona de colon. En la mayoría de los casos la causa precipitante de la isquemia no llega a conocerse. Ancianos con comorbilidad cardiovascular, como la insuficiencia cardiaca o la arritmia, son más susceptibles. Hay formas oclusivas y no oclusivas. En el primer caso, se debe a la obstrucción de una o varias de las arterias principales que vascularizan el colon, ya se por trombosis (tanto arterial como venosa), embolia o traumatismo, o por oclusión de pequeños vasos por vasculitis o por hipercoagulabilidad. Otro caso característico es el secundario a la cirugía aórtica, en la cual la colitis aparece tras la ligadura de la arteria mesentérica inferior en pacientes con pobre circulación colateral que pueda suplirla. Las formas no oclusivas surgen por situaciones de bajo gasto secundario a shock (sea cual sea su causa, hemorrágico, séptico, cardiogénico), insuficiencia cardíaca, sepsis o deshidratación. En general, el flujo sanguíneo del colon es inferior al de cualquier otro territorio intestinal, lo cual hace que en pacientes mayores de 65 años, diabéticos, hipertensos o en diálisis el colon sea más vulnerable a la colitis isquémica. También el efecto vasconstrictor de algunos fármacos y sustancias puede precipitar una isquémica del territorio arterial del colon, fármacos como los betabloqueantes, calcioantgonistas, vasopresina, digital, sumatriptán, entre otros, y de sustancias de abuso como la cocaína o las anfetaminas, ambas potentes vasconstrictores. Los efectos de esta reducción del flujo arterial son más prominentes en las área del colon con aporte arterial más precario como son todo el colon derecho, el ángulo esplénico del colon y la unión rectosigmoidea (ver Anatomía más arriba); el territorio rectal es el menos afectado. En una serie de 250 casos, el colon izquierdo fue el más comúnmente afectado. Por zonas el 12% de los casos fueron en colon ascendente, el 17% en el colon transverso y el ángulo esplénico, el 11% en la flexura esplénica, el 40% del colon descendente y el sigma, y el 6% en el recto.
La isquemia del colon causa edema de la mucosa y engrosamientos parcheados de la pared, que provocan la friabilidad y desprendimiento de la mucosa y su consiguiente sangrado. Dependiendo de la severidad de la isquemia y del territorio afectado se describen tres tipos de colitis isquémica, según la clásica descripción de Marston: gangrena isquémica, la más grave, cuando la longitud de colon afectada por el territorio arterial isquémico es mayor que el riego supletorio sustitutivo que pueden aportar los vasos marginales, intramurales y colaterales, en cuyo caso se producirá una necrosis de toda el área afectada, la perforación y la peritonitis, lo que conduce a abdómenes agudos de extrema gravedad que pueden comprometer la vida del paciente y precisan hemicolectomías urgentes; estenosis isquémicas, cuando el aporte arterial es suficiente para que no se produzca necrosis tisular pero es insuficiente para cubrir todas las necesidades metabólicas de los tejidos del colon, sobre todo la mucosa, lo provoca un cuadros patológicos variados que van desde alteraciones de la capa muscular, la fibrosis y la estenosis del segmento afectado; y colitis isquémica transitoria, cuando el segmento de colon afectado es pequeño o las arterias colaterales consiguen aportar lo que no aportan los vasos principales afectados por la isquemia, que salvo complicaciones infecciosas, la isquemia transitoria se sigue de la recuperación de la mucosa y del paciente sin lesiones permanentes.
Aunque las deposiciones hemorrágicas, ya como hematoquecias, ya como diarrea más o menos sanguinolenta, son un signo clínico presente en la mayor parte de las colitis isquémicas (el 85% de los casos de colitis isquémica cursan con deposiciones hemorrágicas, y cuando hay hemorragia la colitis es del colon izquierdo en el 84% de los casos) la hemorragia no suele ser muy abundante ni hemodinámicamente comprometedora y rara vez, por ejemplo necesitaran transfusiones. La gravedad de las colitis isquémicas viene condicionada por otros factores y no tanto por la cantidad de sangre pérdida.

### Angiodisplasias
Las angiodisplasias intestinales son malformaciones arteriovenosas adquiridas que suelen aparecer a partir de la sexta década de la vida. Es la anomalía vascular más frecuente del tubo digestivo. Aunque pueden encontrarse en cualquier lugar del mismo son mucho más frecuentes en el colon proximal, localizadas, generalmente, en el ciego y el colon ascendente. Su formación está en relación con las reiteradas e intermitentes contracciones de baja intensidad de la pared del colon que obstruyen el drenaje venoso. Con el paso del tiempo los capilares de la mucosa y submucosa se dilatan y se hacen incompetentes formándose estas malformaciones arteriovenosas. Anatomopatológicamente sus paredes se componen de células endoteliales a las que les faltan fibras musculares lisas. Se las ha relacionado con numerosas enfermedades como la estenosis aórtica (aunque no hay datos concluyentes sobre dicha relación), la enfermedad de von Willebrand, la insuficiencia renal crónica, cirrosis hepática y otras. Su incidencia aumenta con la edad ya que con esta progresa la degeneración de las paredes vasculares. Su prevalencia en personas sanas y asintomáticas es baja (0,8%) y no deben ser tratadas a no ser que sean sintomáticas.
Se diagnostican por endoscopia (sensibilidad mayor del 80% para colonoscopias completas) y pasa desapercibidas en los enemas baritados así como en las autopsias ya que al no estar llenas de sangre no se visualizan. La hemorragia por angiodisplasia es venocapilar por lo que generalmente es menos cuantiosa que la HDB por divertículos. Suelen presentarse como episodios sin dolor abdominal en forma de hematoquecia, en ocasiones como melena, pero lo más frecuente es que sus sangrados sean ocultos, manifestándose en los estudios de sangre oculta en heces como unas de las causas de anemia ferropénica. También, como los divertículos, suelen ser hemorragias autolimitadas. Su tratamiento endoscópico suele ser exitoso. Sin embargo, el 80 % de las hemorragias por angiodisplasias que se autolimitan y no son tratadas recidivan, lo que sucede con más frecuencia que en el caso de hemorragia por divertículos. El riesgo de recurrencia se ha relacionado con tener historia temprana de hemorragia significativa por este motivo, estar excesivamente anticoagulado y tener múltiples lesiones angiodisplásicas (más de 10 lesiones). Las lesiones mayores de 5 mm. también tienen mayor riesgo de sangrado. Aunque su tratamiento mediante coagulación con láser de argón tiende a disminuir la recurrencia de las hemorragias, los estudios todavía no han conseguido demostrarlo con diferencias estadísticamente significativas respecto a grupos controles.

### Enfermedad inflamatoria intestinal
La enfermedad inflamatoria intestinal, un espectro de enfermedades que incluye sus dos formas más típicas, la enfermedad de Crohn y la colitis ulcerosa, son enfermedades inflamatorias crónicas que afectan a diferentes zonas del intestino. Su causa todavía se desconoce pero todos sus tipos tienen en común una respuesta inflamatoria desordenada, que puede incluir fenómenos autoinmunitarios, que lesiona los tejidos intestinales. La hematoquecia o diarrea hemorrágica es muy frecuente como manifestación clínica de estas enfermedades. La hemorragia es más frecuente en la colitis ulcerosa. La mayor parte de las veces no es una hemorragia pura sino que se produce en el contexto de una diarrea más o menos sanguinolenta. Aproximadamente el 50% de los pacientes con colitis ulcerosa presentan una HDB leve o moderada y solo en el 4 % esta será grave. En los pacientes con enfermedad de Crohn solo el 2 % de ellos tendrán una HDB grave. En el Crohn, la frecuencia de HDB es mayor cuando hay afectación del colon que cuando solo está afectado el intestino delgado. La colonoscopia es el mejor método diagnóstico. Aunque no es determinante en el momento de la hemorragia aguda diferenciar si se trata de un Crohn o una colitis ulcerosa, ya que su manejo inicial es similar, si que lo es hacerlo de la colitis isquémica o de la colitis infecciosa, porque en ambos casos el tratamiento es diferente y determinante. En ancianos puede ser difícil diferenciar la colitis inflamatoria de la isquémica ya que los hallazgos endoscópicos visuales son muy similares e inespecíficos.

### Neoplasias de intestino grueso
El cáncer colorrectal es una de las causas de cáncer más frecuente en todo el mundo
. En España, según el último informe de la Sociedad Española de Oncología Médica (SEOM) de 2016 (que da los datos de incidencia del año 2012), es la primera causa de cáncer (con el 14,9 % de todo los casos nuevos de cáncer diagnosticados en 2012, la tercera entre varones, la segunda entre las mujeres) por delante del de próstata (12,9 %), pulmón (12,4 %) y mama (11,7 %). Las HDB por neoplasias de intestino grueso pueden deberse tanto a lesiones polipoides como a carcinomas. Sus lesiones pueden sangrar por ulceración o erosión y es una de las causas de sangre oculta en heces, y en otras ocasiones de una HDB franca. En pacientes de más de 50 años el cáncer colorectal es la causa de al menos el 10% de las HDB. Por norma general son sangrados leves y de escasa cuantía. La incidencia de una HDB moderada o grave en esta patología varía entre el 5% y el 20% según las diferentes series. Cualquier hemorragia rectal, sobre todo a partir de los 40 años, debe ponernos en alerta sobre la necesidad de descartar la presencia de una lesión neoplásica del colon.

### Patología anorrectal benigna
Las diversas patologías anorrectales (como hemorroides, fisuras y fístulas anales, etc.) son motivo frecuente de HDB. En particular las hemorroides. Sorprende ver que muchos estudios sobre HDB no incluyen esta causa como origen de la hemorragia. En algunas series hasta un 76 % de los pacientes con HDB tienen hemorroides, aunque estas no sean la causa de la hemorragia. Según que estudio se consulte las hemorroides son la causa de la hemorragia entre el 2 % y el 28 % de las veces. En la mayor parte de los casos son HDB leves en pacientes de menos de 50 años.
Las hemorroides son paquetes venosos de la submucosa del ano que están dilatados. Se localizan en dos plexos separados por la línea pectínea o dentada del canal analː las hemorroides externas, situadas por debajo de dicha línea, y las internas, situadas por encima. Generalmente son asintomáticas pero en ocasiones pueden sangrar, trombosarse o generar síntomas menores como prurito y dolor. Cuando sangran, en la mayoría de los casos se tratan de hemorragias de muy poca entidad, muchas veces repetidas, intermitentes. La hemorragia suele ser indolora y su forma típica es en forma de sangre roja brillante que mancha las heces al final de la defecación o como gotas de sangre en el inodoro o manchando el papel higiénico al limpiarse. Las hemorragias derivadas de las hemorroides internas son las que producen hematoquecias más significativas, vasos que depende arterialmente de las arterias hemorroidales superior y media.

### Colitis rádica
La radioterapia aplicada a neoplasias abdominales y pélvicas puede producir cambios inflamatorios en la mucosa intestinal, quizá por una especie de arteritis obliterante de los vasos mucosos, que derivan en inflamación, ulceraciones o lesiones telangiectásicas de la mucosa que pueden sangrar. Produce proctitis y colitis, generalmente no más allá del sigma. También se la denomina proctitis o colitis actínica. Entre un 1 y un 5% de los casos ingresados de HDB se deben a una proto-colitis por radiación. Esta complicación puede aparecer al poco tiempo de haber recibido el tratamiento o hacerlo tiempo después, con un promedio de 9 a 15 meses. Factores de riesgo para padecer una colitis rádica son la arterioesclerosis y el tratamiento concomitante con quimioterapia.

### Iatrogenia
Los tratamientos e intervenciones médicas pueden ser causa de HDB. Principalmente se deben a efectos secundarios farmacológicos y a complicaciones de tratamientos invasivos o quirúrgicos.
La hemorragia inducida por fármacos fundamentalmente se debe a AINES y a anticoagulantes. La hemorragia inducida por AINES o aspirina es la más frecuente. Como ya es conocido que sucede en el tracto digestivo alto, sobre todo en estómago y duodeno, estos medicamentos también son causa de HDB. Es más frecuente en ancianos y puede deberse tanto a dosis elevadas de estos fármacos como a dosis bajas. La dosis empleada, por ejemplo, en la prevención de patología cardiovascular también puede desarrollar hemorragias del colon. Estudios epidemiológicos estiman que la incidencia de HDB asociada a AINES es de 7 por 100.000 habitantes y la prevalencia de uso de AINES en pacientes con HDB es del 86%. Un estudio encuentra que en el 11% de los casos de HDB con complicaciones el paciente estaba tratado con AINES. Los AINES se han relacionado especialmente con las hemorragias por divertículos: la toma de AINES eleva el riesgo de HDB por divertículos, encontrándose en algunas series que el 92% de los pacientes que sufrían una HDB por divertículos estaban tomando algún tipo de AINES, que los que tenían las hemorragias más graves era más probable que estuviesen tomándolos y que los pacientes que volvían a tomar AINES después del alta tenían más probabilidad de volver a sangrar. El mecanismo implicado en la HDB todavía es desconocido y podría estar relacionado con lesiones de la mucosa del colon, la inhibición plaquetaria, además de cierta predisposición individual.
Otros fármacos implicados en algunas HDB son los anticoagulantes. Unas veces como circunstancia facilitadora de que una lesión potencialmente hemorrágica sangre. Otras por sobredosicificación o aumento del INR a pesar de realizar el tratamiento correcto. En los pacientes anticoagulados, la suma de la toma de AINES o aspirina puede aumentar aún más el efecto causal de estos fármacos en la HDB.
Los tratamientos inmunosupresores también pueden ocasionar hemorragias del colon y suelen cursar con trombocitopenia.
La polipectomía endoscópica es una causa de HDB iatrógena. Está entre el 2 y el 8% de las causas de HDB unas 8,7 hemorragias por cada 1000 colonoscopias. Puede producirse en el mismo momento de la polipectomía pero también horas o semanas después del procedimiento, teniendo su pico de incidencia entre los 5 y 10 días después de la exéresis por caída de la escara donde se produjo la escisión. En el mes siguiente a la endoscopia se produce en el 0,1% a 3% de los pacientes. Generalmente el sangrado es arterial por lo que la hemorragia puede ser significativa
Las fístulas aortoentéricas o aortocólicas, una complicación infrecuente de la cirugía de prótesis de aorta, puede ocasionar HDB de 4 a 10 semanas después de dicha cirugía y hasta 10 o 20 años después. Se trata de hemorragias exsanguinantes, masivas y en muchas ocasiones mortales. También se has descrito fístulas aortoentéricas o aortocolónicas de causa primaria, todavía menos frecuentes, generalmente asociadas a una lesión aneurismática y también suelen ser de desenlace fatal.

### Hemorragia digestiva alta
En todo paciente con deposiciones hemorrágicas debemos sospechar que su origen sea en el tracto digestivo alto, es decir, que estemos en realidad ante un caso de hemorragia digestiva alta (HDA). Esto es así incluso cuando la deposición no sea la típica de las HDA, ya que una HDA con tránsito rápido nos mostrara deposiciones hematoquécicas granates e incluso rojas, lo que suele suceder en los casos de HDA masivas o graves. Ante todo paciente con hematoquecia abundante o que esté inestable o en shock hipovolémico, lo primero que hay que pensar y que hay que descartar es que pueda tratarse de una HDA. En los diversos estudios de HDB entre un 11% y un 15% de los casos el origen es una HDA.

## Cuadro clínico
El síntoma principal es la deposición hemorrágica. La hemorragia puede condicionar un grado mayor o menor de hipovolemia, que es lo prioritario a detectar. El resto de los síntomas y signos presentes dependerán de la causa de la HDB y puede haber dolor abdominal, fiebre y diferentes formas de afectación del estado general o sistémico. Además influirán la edad del paciente y las patologías previas y concomitantes que tenga el paciente. Todo ello deberá ser investigado y detallado en la anamnesis y exploración física inicial del paciente.
Por lo tanto, la historia y la exploración física nos deben ayudar a:
- Determinar la gravedad clínica de paciente, para decidir como y donde tratarlo, priorizando la estabilización clínica del paciente.
- Determinar los factores de riesgo presentes, que junto a la información del punto anterior, completara la decisión clínica a adoptar respecto a seguir una vía diagnóstica u otra y si hay que hacer un manejo terapéutico agresivo o uno más conservador.
- Realizar un perfil clínico del episodio para tener una orientación de la etiología más probable.

### Historia clínica y anamnesis
Datos relevantes a obtener:
A. Historia previa del paciente:
- Alergias conocidas, sobre todo a fármacos, así como reacciones adversas y efectos secundarios relevantes sufridos previamente por toma de algún medicamento y cual fue.
- Episodios previos de hemorragia digestiva y si fueron altas o bajas.
- Cirugías abdominales previas.
- Antecedente de úlcera péptica.
- Historia previa de enfermedad inflamatoria intestinal.
- Historia previa de neoplasia o cáncer colorectal.
- Antecedente de radioterapia en región abdominal o pélvica.
- Antecedentes de enfermedades crónicas relevantes: cardiopatías, diabetes mellitus, enfermedades respiratorias crónicas, insuficiencia renal crónica, hepatopatía crónica, coagulopatías, neoplasias activas o en tratamiento activo.

B. Tratamientos y medicaciones que el paciente tome o reciba en la actualidad, especialmente si toma:
- Aspirina.
- Antinflamatorios, tanto no esteroideos (AINES) como esteroideos (corticoides).
- Anticoagulantes.

C. Anamnesis del episodio actual:
- Características de la deposición hemorrágica, especialmente su coloración y características: hematoquecia, rectorragia o melena.
- Cuantía, duración y número de deposiciones hemorrágicas.
- Existencia o no de dolor abdominal y características del mismo.
- Tenesmo rectal o urgencia/incontinencia para defecar.
- Fiebre.
- Cambios recientes en el hábito intestinal y frecuencia habitual de las deposiciones, específicamente si existe o no estreñimiento o ausencia de deposición alguna y desde cuanto tiempo, o si, por el contrario, hay diarrea, cuanta, desde cuando y características de la misma.
- Síntomas secundarios a hipovolemia: disnea, taquipnea, taquicardia o palpitaciones, sudoración fría, síncope u ortostatismo.

### Tipos de deposición hemorrágica
Las características de la deposición la determinaremos mediante la realización de un tacto rectal o administrando un enema de limpieza para observar el aspecto de la deposición. La presentación clínica de la HDB depende del lugar del tubo digestivo donde se origina y de su causa. Respeto al aspecto y color de la deposición hemorragia estos dependerán del lugar del tubo digestivo en el que se ha ocasionado el sangrado de manera que cuanto más oscura es la hemorragia su origen será más proximal y cuanto más clara es aquella este será más distal. Pero la coloración de la deposición depende también del tiempo que el contenido hemático ha estado en el interior del tubo digestivo y de cuanta hemoglobina se ha degradado, de manera que a más tiempo en el interior del intestino o un tránsito más largo o lento su color será más oscuro, ref. , . En muchos casos, el aspecto y coloración de la deposición por sí mismo no será concluyente para determinar donde está el origen de la hemorragia o si esta es alta o baja.
Se utilizan varios términos para definir según sus características de color y consistencia el tipo de hemorragia que se exterioriza por el ano: hematoquecia, rectorragia, melena y sangre oculta en heces.
Hematoquecia es toda emisión de sangre roja o granate por el ano independientemente del origen. Esta puede ir sola o acompañada de heces. Su color suele ser rojo oscuro, granate o vinoso. Generalmente este aspecto lo dan las hemorragias producidas en yeyuno, íleon y colon. Pero en ocasiones una hemorragia digestiva alta cuyo tránsito intestinal sea muy rápido puede no dar tiempo suficiente a la degradación de la hemoglobina y aparecer como hematoquecia. Esto suele suceder para hemorragias agudas de más de un litro de sangre perdido en menos de una hora. Por este motivo el aspecto de la deposición por sí mismo no descarta el origen de la hemorragia y en muchos casos, sobre todo en los clínicamente más graves o en los pacientes más inestables o cuyo origen sea incierto, se está obligado a descartar antes el origen alto de la hemorragia antes de optar por un origen bajo de la misma (ver más adelante). 
Rectorragia es la hemorragia cuyo origen es el recto. Como este origen da hemorragias de sangre roja y nunca melenas, por extensión este término es con el que actualmente se denominan todas las HDB que no son de aspecto melénico. La definición que la Asociación Española de Gastroenterología (AEG) da para este término es el de emisión de sangre roja por el ano de forma aislada o junto con las heces.
Melena es el término que se emplea para referirnos a la eliminación de restos hemáticos por el ano cuando estos son de color negro intenso. Una melena tiene aspecto de alquitrán, con deposiciones brillantes, pegajosas, de consistencia pastosa y con un olor fétido característico. La melena nos orienta a que la causa del sangrado esta por encima del ángulo de Treitz, es decir, que se trata de una hemorragia digestiva alta. Aproximadamente se necesitan 60 ml. de sangre para dar una deposición melénica. Para que la sangre eliminada por el ano tenga este aspecto es necesario que la hemorragia haya sido lo suficientemente lenta como para que permanezca en el tubo digestivo durante al menos 8 horas y suceda la oxidación y degradación de la hemoglobina en hematina. Por este motivo, una HDB originada en el yeyuno o el íleon, e incluso en el ciego o el colon ascendente, puede tener este aspecto. Pero la objetivación de una melena nos tiene que hacer pensar primero en causas esofágicas, gástricas o duodenales.
Sangre oculta en heces. Considerada por algunos autores como un tipo de HDB, se trata de pérdidas de sangre en tubo digestivo de curso crónico y en cantidades muy pequeñas y asintomáticas por lo que pasan desapercibidas para el paciente. Si dicha perdida persiste suficientemente en el tiempo puede dar anemia ferropénica. Su importancia radica en que es una de las formas en las que se manifiestan las neoplasias colorectales en sus estadios iniciales. Esta sangre es detectable en las heces con un sencillo análisis de las mismas utilizando la enzima hemoglobina peroxidasa, lo que convierte este test en un método útil para el cribado y detección precoz de este tipo de neoplasias. Hay otras patologías y circunstancias que pueden dar sangre oculta en heces, entre ellas la propia hemorragia digestiva que puede dar positivo el test de la peroxidasa hasta tres semanas después del episodio, .
En la HDB la hematoquecia de color rojo o rojo vinoso es la forma de presentación más frecuente (más del 55% de los casos) seguida por hematoquecias de color granatoso (16%), mientras que la melena es bastante menos frecuente (un 11% de los casos).

### Exploración física y estado hemodinámico
Uno de los primeros pasos a dar en la exploración física es determinar la gravedad clínica del paciente. En los pacientes con HDB la gravedad viene determinada fundamentalmente por la situación hemodinámica en la que se encuentra. Es prioritario detectar si el paciente está o no en situación de shock hipovolémico y, si es así, de que gravedad. El grado de shock se obtiene con datos clínicos y de la exploración y no precisa de pruebas complementarias. La Tabla 2 ofrece la clasificación ya clásica del grado de shock hipovolémico del Colegio Americano de Cirujanos y que siguen en general todas las guías de reanimación de pacientes críticos.
Tabla 2. Clasificación del shock hipovolémico sobre la base de la presentación clínica inicial del paciente.
|                                              | Grado I       | Grado II              | Grado III             | Grado IV          |
| -------------------------------------------- | ------------- | --------------------- | --------------------- | ----------------- |
| Pérdida sanguínea (ml / %)*                  | <750 ml. <15% | 750-1500 ml 15-30%    | >1500-2000 ml. 30-40% | >2000 ml. >40%    |
| Frecuencia cardíaca (latidos/min.)           | <100          | 100-120               | 120-140               | >140              |
| Presión arterial (mm Hg.)                    | Normal        | Normal                | Disminudida           | Disminuida        |
| Frecuencia respiratoria (respiraciónes/min). | 14-20         | 20-30                 | 30-40                 | >35               |
| Diuresis (ml./hora)                          | >30           | 20-30                 | 5-15                  | Oliguria o anuria |
| Nivel de conciencia                          | Ansioso       | Muy ansioso o agitado | Confuso               | Letárgico         |

*Para un paciente adulto de 70 kg.
Otra propuesta para valorar la gravedad de la hemorragia se muestra en la Tabla 3.
Tabla 3. Valoración de la gravedad de la HDB (adaptado de Nantes et al., 2008).
| Nivel de gravedad (% pérdida hemática) | Presión sistólica* | Frecuencia cardiaca# | Tilt-test | Signos de hipoperfusión                      |
| -------------------------------------- | ------------------ | -------------------- | --------- | -------------------------------------------- |
| HDB leve (<10%)                        | >100 mmHg          | <100                 | -         | No                                           |
| HDB moderada (10-25%)                  | >100 mmHg          | <100                 | -/+       | Palidez, frialdad                            |
| HDB grave (25-35%)                     | <100 mmHg          | >100                 | +         | Vasconstricción intensa, agitación, oliguría |
| HDB masiva (>35%)                      | <100 mmHg          | >100 / <60           |           | Estupor, coma, anuria                        |

*En pacientes habitualmente normotensos.
#En pacientes que no estén tratados previamente con medicación cronotrópica negativa.
Ante la presencia de una situación de shock hipovolémico uno de los objetivos clínicos es descartar que el origen de la hemorragia no es alto, es decir, que estemos en realidad ante un caso de hemorragia digestiva alta (HDA). Esto es así incluso cuando la deposición no sea la típica de las HDA, ya que una HDA con tránsito rápido nos mostrara deposiciones hematoquécicas granates e incluso rojas, lo que suele suceder en los casos de HDA masivas o graves. Ante todo paciente con hematoquecia abundante o que esté inestable o en shock hipovolémico, lo primero que hay que pensar es que pueda tratarse de una HDA. En estos casos son útiles dos datos: demostrar la presencia de contenido sanguíneo en el tubo digestivo alto, y los niveles de urea en sangre elevados. Lo primero se consigue con la colocación de una sonda nasogástrica para realizar aspirado y lavado gástricos. La ausencia de sangre o restos hemáticos y la presencia de bilis descarta origen gástrico y duodenal de un sangrado activo. Respecto a los niveles de urea estos están elevados por la absorción del grupo Hemo de la hemoglobina en el intestino delgado que al metabolizarse al final da como uno de sus metabolitos finales urea. Si la sospecha de HDA es muy alta el paciente debe ir directamente a una endoscopia alta lo antes posible o al menos cuando el estado clínico del paciente este estabilizado. Si la sospecha de HDA es moderada, realizaremos el lavado gástrico
Otro dato clínico relevante es la presencia de dolor abdominal agudo. En estos casos hay que valorar además si hay signos de irritación peritoneal o que puedan indicar que hay una perforación intestinal. Esto último también es importante valorar en los pacientes que estén clínicamente graves o en shock, dado que la perforación intestinal suele asociarse a un paciente grave e inestable.
La exploración anorrectal es obligada para descartar el origen a este nivel. Para ello puede ser útil realizar una anoscopia.

### Formas de presentación clínica
La HDB puede presentarse como un cuadro agudo o crónico. La HDB aguda se ha definido arbitrariamente como aquella de menos de 3 días de evolución, que cursa casi siempre en forma de hematoquecia y puede provocar inestabilidad hemodinámica, anemia o precisar de trasfusión de sangre. En la HDB crónica, la eliminación de sangre por ano sigue un curso de varios días de evolución y suele limitarse a pequeñas e intermitentes pérdidas de sangre, que pueden ser advertidas por el paciente, como heces sanguinolentas o melénicas o como rectorragias, o pasar desapercibidas si son muy pequeñas o microscópicas, en forma de sangre oculta en heces.
Las manifestaciones clínicas de la HDB dependen principalmente de la cantidad de volumen sanguíneo perdido y de la presencia de comorbilidad. Hemorragias de menos de 500 ml. rara vez darán signos sistémicos suficientes salvo en pacientes ancianos, cardiópatas o con anemia previa en los que pérdidas menores pueden dar inestabilidad hemodinámica. Hemorragias de gran volumen o de débito muy rápido pruducen signos de shock hipovolémico con una disminución del retorno venoso al corazón, disminución del gasto cardiaco y aumento de la resistencia vascular periférica por vasoconstricción simpática refleja.
La causa de la HDB también determina la clínica. A continuación, se detalla la historía y presentación clínica tipo de las etiologías más frecuentes e importantes de la HDB (según Zuccaro, 1998; Zuckerman y Prakash, 1998; Manning-Dimmit et al., 2005)
- Divertículos: son pacientes mayores de 60 años, generalmente con una hemorragia sin dolor abdominal o si hay dolor este es leve y de forma cólica en relación con la propia deposición hemorrágica. El sangrado es agudo, sin prodromos, y autolimitado en el 70% de los casos. La recurrencia a los 4 años está presente en el 25% de los pacientes. La hemorragia es abundante y el paciente puede tener repercusión hemodinámica y shock. En la historia del paciente suele haber estreñimiento, toma de AINES crónica o aguda o la suma de anticoagulantes y AINES. También es posible que en la historia del paciente ya conste que tiene divertículos aunque sin episodios previos de sangrado. Los sangrados crónicos, intermitentes y de cantidades menores rara vez serán debidos a divertículos.
- Angiodisplasias: pacientes mayores de 60 años, tampoco suelen cursar con dolor abdominal. Típicamente son pacientes con insuficiencia renal crónica severa u otras enfermedades sistémicas crónicas como la arterioesclerosis, la estenosis aórtica, la enfermedad de von Willebrand o la cirrosis hepática. Suele ser una hematoquecia oscura o incluso una melena, infrecuentemente cuantiosas. Al contrario que los divertículos la recurrencia es la norma. Y los pacientes pueden dar positivo en el test de sangre oculta en heces, tener anemia ferropénica y ortostatismo o síncope.
- Colitis isquémica: también propia de pacientes ancianos, pero esta vez cursa con dolor abdominal leve o moderado. Y la deposición es más una diarrea sanguinolenta que una hematoquecia. La recurrencia es menos frecuente. La clínica puede ser indistinguible de la de otros tipos de colitis, pero la isquémica suele darse en un paciente anciano y con antecedentes de enfermedades cardiovasculares. Su forma de presentación es aguda pero también lo puede hacer como un cuadro más insidioso de semanas de dolor abdominal con o sin heces sanguinolentas.
- Colitis infecciosa: más frecuente en paciente joven que las otras forma de colitis, pero también se da en ancianos; suele cursar con cuadro de afectación del estado general, fiebre, dolor abdominal y deposición con sangre y/o moco. No suele haber grandes hemorragias ni repercusión en el hemograma, y el shock si está presente probablemente será debido a un estado séptico o por deshidratación y depleción de volumen.
- Enfermedad inflamatoria intestinal: pacientes más jóvenes que los otros tipos de colitis; los pacientes con colitis ulcerosa suelen tener dolor abdominal cólico y diarrea sanguinolenta mucosa e incluso con pus. Los pacientes con los grados más severos de la enfermedad son los que más sangran y pueden tener fiebre. Los que padecen enfermedad de Crohn si suelen tener fiebre, además de dolor abdominal, pero la sangre en la diarrea es menos frecuente salvo en los casos de Crohn con afectación distal o colitis.
- Tumores colorectales: mayores de 50 años; puede dar dolor abdominal pero en muchos casos este síntoma no está presente; el antecedente típico es la pérdida de peso, en ocasiones incluso caquexia o malnutrición, un test de sangre oculta en heces positivo y la anemia ferropénica; también es típico el antecedente familiar de pólipos del colon o cáncer colorectal; suelen ser sangrados insidiosos, de escasa cuantía o que pasa desapercibidos. Las neoplasias del colon derecho suelen dar hemotoquecias granates, y en ocasiones incluso casi melenas, mientras que las del colon izquierdo suelen dar rectorragias típicas de sangre roja y que pueden confundirse con un sangrado hemorroidal. En algunos pacientes pueden palparse masas abdominales.
- Patología anorrectal: típico de pacientes jóvenes, sobre todo asociadas a estreñimiento, embarazo o el puerperio. La rectorragia por hemorroides no da dolor abdominal, pero si síntomas anorrectales como picor, dolor y otras molestias. El sangrado típico es de sangre roja brillante y se produce al final de la defecación manchando la taza del bater o el papel higiénico al limpiarse. Si el dolor es muy intenso y en relación con la defecación, orienta más hacía una fisura anal.
- Otras causas y antecedentes:
  - HDA por úlcera péptica (gástrica o duodenal): toma de AINES, tabaquismo.
  - HDA por varices esofágicas: alcoholismo crónico, cirrosis hepática.
  - Colitis rádica: antecedente de radioterapia abdominal o pélvica.
  - Fístula aortoentérica: cirugía previa de aneurisma de aórta abdominal reparado con prótesis arterial aórtica.

## Diagnóstico
Uno de los objetivos en el manejo de la HDB es identificar el origen de la hemorragia. En la actualidad se dispone de varias posibilidades diagnósticas. Entre ellas, destacan la colonoscopia, la arteriografía, la gammagrafía con hematíes marcados y la tomografía computarizada. A pesar del progreso en los métodos diagnósticos de la HDB, en el 10% al 20% de los pacientes no se encontrará la causa y un 5%-10% de los pacientes pueden presentar episodios recurrentes de HDB grave sin lograr encontrar el lugar del sangrado en ninguno de ellos.

### Pruebas complementarias iniciales
Los estudios básicos iniciales a considerar en un paciente con HDB son los siguientes:
- Analítica de sangre: bioquímica, hemograma, coagulación.
- Reservar pruebas cruzadas según criterio.
- Radiografías simples: la radiografía simple de abdomen no se considera un método diagnóstico inicial en el estudio de un paciente con rectorragia.[100] Únicamente tiene utilidad si el paciente presenta clínica de abdomen agudo, sospechamos oclusión intestinal o perforación. En estos casos, si la estabilidad del paciente lo permite, además del abdomen será necesaria una radiografía de tórax. Si se sospecha perforación intestinal valorar sedestación para realizar la radiología de tórax.
- Electrocardiograma, sobre todo en pacientes mayores de 50 años, o con antecedentes de cardiopatía isquémica o de trastornos del ritmo cardiaco, o en aquellos que tengan dolor torácico, inestabilidad hemodinámica; nos ayuda a valorar, en los pacientes inestables y taquicárdicos, que tipo de ritmo tenemos y si hay que actuar sobre el mismo.

### Pruebas diagnósticas específicas
Hay tres métodos instrumentales no quirúrgicos para el diagnóstico de la HDB: colonoscopia, gammagrafía, tomografía computerizada y angiografía.

#### Colonoscopia
Es el método diagnóstico inicial más indicado para la mayor parte de los pacientes. Consigue el diagnóstico entre el 75 y el 100% de los casos (con un 91% de media). Y además ofrece la posibilidad de hacer tratamiento de la lesión. La potencia diagnóstica de la colonoscopia es mayor que la del resto de métodos diagnósticos radiológicos, ya que estos requieren que haya sangrado activo en el momento del examen.
- Candidatos para colonoscopia: aunque la mayor parte de los pacientes con HDB serán candidatos para practicarles una colonoscopia, su elección ha de ser cuidadosa. Los pacientes en los que está indicada son aquellos con:
  - Hemorragias moderadas o graves,
  - en los que no está indicado hacer primero gastroscopia, o si esta se ha realizado ha sido negativa,
  - estables hemodinámicamente tras el tratamiento de resucitación inicial, reversión de anticoagulación si fuese el caso, etc.,
  - su estado clínico permite realizar la preparación purgante para la colonoscopia.

En los pacientes muy inestables hemodinámicamente o con hemorragias masivas activas, ambos estados en los que no es posible administrar ni esperar a administrar la preparación purgante para la colonoscopia, deben optarse por otras opciones dado que en ellos el rendimiento de la colonoscopia baja considerablemente. La mayor parte de las guías sobre HDB y los estudios realizados sobre pacientes con HDB graves o masivas indican que la endoscopia más urgente en estos casos es la endoscopia alta para descartar que el origen de la hematoquecia no es una HDA.
La preparación del colon antes de la colonoscopia es necesaria ya que permite obtener el mejor rendimiento de la misma, además de que reduce el riesgo de perforación del colon durante el procedimiento. Se utilizan soluciones de polietilenglicol que se administran oralmente, o bien a través de la sonda nasogástrica en aquellos pacientes que no toleren la vía oral o en los que haya riesgo de broncoaspiración.  A las 2 horas de terminar la preparación, se puede realizar la colonoscopia. Si se acumula sangre de nuevo en el colon, esta puede ayudar a localizar el lugar de la lesión.
- Momento de realizar la colonoscopia: Tradicionalmente, la colonoscopia se realizaba de forma electiva tras la resolución de la HDB. Desde hace tiempo la tendencia ha cambiado y actualmente las guías de práctica clínica para el manejo estándar de la HDB que precisa manejo urgente hospitalario recomiendan la colonoscopia precoz, es decir, aquella realizada alrededor de las primeras 24 horas del ingreso.[107][4] Sin embargo, el momento óptimo de su realización todavía no se ha establecido con el suficiente consenso. Los estudios indican que la colonoscopia precoz ofrece ciertas ventajas con respecto a la colonoscopia electiva: aumenta la rentabilidad diagnóstica con un mayor número de diagnósticos de certeza (un 88-27% frente a la electiva que consigue un 48-22%),[112][113] disminuye la morbilidad, disminuye la necesidad de transfusión de hematíes, disminuye la necesidad de cirugía, disminuye la mortalidad, y disminuye la estancia media hospitalaria.[114][36][109][115] En algunas patologías también tiende a disminuir las recurrencias del sangrado. En un estudio del 2003, ya citado, el grado de éxito de la endoscopia disminuía conforme se demoraba su realización, siendo del 29% si se hacía en las primeras 12 horas, del 13% si se hacía entre las primeras 12 y 24 horas, del 4% si se hacía entre las 24 y las 48 horas, y del 0% si se hacía pasadas 48 horas.[112] No obstante, algunos estudios no han podido demostrar de forma concluyente que en todos los casos la realización urgente de una colonoscopia mejore todos los resultados clínicos comentados o el coste hospitalario comparado con aquellos en los que la realización de la colonoscopia fue electiva o se demoró.[113][110]

Para determinar la certeza de haber encontrado la localización o lesión de la hemorragia se aplican una serie de criterios diagnósticos endoscópicos, que están basados en los utilizados en la endoscopia de la HDA. Estos criterios vienen descritos en la tabla 4.
| Grado de probabilidad | Tipo | Criterio |
| --------------------- | ---- | --- |
| Definitivo            | 1    | Lesión con hemorragia activa: visualización de emanación activa de sangre de un lugar específico o de una lesión fácilmente identificable, hemorragia que persiste a pesar de haber irrigado profusamente la zona. |
| Definitivo            | 2    | Lesión no hemorrágica con vaso expuesto visible: lesión muy localizada protuberante de coloración púrpura o roja.                                                                                                  |
| Definitivo            | 3    | Lesión con coágulo adherido: coágulo denso y adherido que persiste a pesar de lavado profuso del mismo. |
| Presuntivo            | 4    | Sangre reciente localizada en un segmento determinado del colon situado en la misma localización que una lesión potencialmente sangrante o distal a dicha lesión.                                                  |
| Presuntivo            | 5    | Divertículo ulcerado con sangre reciente en una zona próxima. |
| Probable              | 6    | Ausencia de sangre reciente en íleon terminal con sangre presente en el colon. |

Como un alto porcentaje de hemorragias bajas ceden espontáneamente, hay muchos diagnósticos endoscópicos dudosos cuando no se identifica una lesión hemorrágica activa o un coágulo adherido evidentes. Es frecuente, por ejemplo, que se vean varios divérticulos y además una angiodisplasia, o unas hemorroides internas congestivas, sin signos de sangrado ni coágulo adherido en ninguna de estas lesiones. En ocasiones, será la presencia de sangre en un nivel u otro del colon junto con las lesiones potencialmente sangrantes lo que nos determine la impresión diagnóstica.
- Ventajas y desventajas de la colonoscopia.[115][108] Entre las ventajas de este método están las siguientes:

1. Permite objetivar la lesión origen de la hemorragia independientemente de que esta sangre o no en el momento de la prueba y de la cantidad de flujo de dicha hemorragia.
2. Es una prueba muy eficiente ya que el tratamiento definitivo de la misma es posible en casi todos los casos durante el mismo procedimiento, con posibilidad de usar varias modalidades terapéuticas diferentes para cada tipo de lesión y con un razonable porcentaje de éxito
3. Independientemente de cual sea la prueba diagnóstica que se realice en una HDB, la colonoscopia, si no se hizo de inicio, casi siempre será necesaria en un segundo tiempo para el diagnóstico definitivo y descartar otras patologías significativas.
4. Es muy segura, con una tasa muy baja de complicaciones.

Entre las desventajas se incluyen las siguientes:
1. Debe de estar disponible, lo cual no siempre es así, según la disponibilidad de personal especializado y del aparataje apropiado en un lugar y momento concretos
2. Es una prueba evaluador-dependiente, y sus beneficios se consiguen cuando es realizada por endoscopistas con la suficiente experiencia.
3. Requiere una preparación previa del colon, lo que retrasa la endoscopia varias horas.
4. Incluso tras la preparación del colon, un alto porcentaje de pacientes no están suficientemente bien preparados y la visualización del colon es mala en más del 60% de las endoscopias.[113]
5. Si se precisa sedación, es un riesgo añadido para los pacientes que no están estables hemodinámicamente.
6. La tasa de visualización de estigmas de hemorragia de todas formas es baja. El colon tiene una extensa y compleja superficie a evaluar. Es necesario que la preparación previa para limpiar el colon haya sido eficaz. Y en muchos casos, incluso en pacientes correctamente preparados previamente con la solución de polietilenglicol, puede ser difícil diferenciar entre los restos de sangre y las heces.

Todavía no existe un modelo suficientemente eficaz para determinar en que pacientes la endoscopia será más rentable y en cuales no. Además, como ya hemos dicho, en un cierto número de pacientes el origen de la hemorragia no será el colon si no el intestino delgado, y en estos pacientes son necesarios otros procedimientos diagnósticos.

#### Medicina diagnóstica nuclear
La tomografía computarizada por emisión de fotones simples (habitualmente denominada SPECT, acrónimo del inglés single-photon emision computed tomography) o la gammagrafía como métodos diagnósticos en la HDB continúa siendo controvertido.
La gammagrafía para la HDB es un método diagnóstico muy sensible (un 86%) ya que puede detectar hemorragias con un débito tan bajo como 0,1 ml/min, a diferencia de la angiografía que precisa débitos por encima de 1 – 1,5 ml/min. Pero su especificidad, en torno al 50%, es muy baja, sobre todo si se compara con la colonoscopia o la angiografía, debido fundamentalmente a su limitada resolución. Estos datos son los que han llevado a los investigadores a recomendar que la gammagrafía se utilice como método de cribado para seleccionar a los pacientes sangrantes que irán a angiografía mesentérica.83 Algunas guías recomiendan la gammagrafía como método efectivo para determinar el origen del sangrado en pacientes hemorragia de muy corta evolución.84
El SPECT generalmente se realiza antes que la angiografía ya que también es capaz de detectar sangrados de débito menor que la angiografía, además de que potencialmente puede evitar el procedimiento más invasivo de la angiografía. Y así un SPECT negativo para encontrar el origen de la hemorragia hará que el beneficio de realizar una angiografía sea menor.85 Solo los pacientes inestables con hemorragias activas o masivas no se benefician del SPECT y deben ir directamente a la angiografía si la colonoscopia o la cirugía no son la mejor opción.86
Ventajas y desventajas de la medicina nuclear87: entre las ventajas de los métodos diagnósticos de medicina nuclear están:
1. Es un método no invasivo.
2. Tiene una alta sensibilidad.
3. Detecta hemorragias con débitos muy bajos.

Entre las desventajas se incluyen las siguientes:
1. Su número de falsos positivos en la localización de la hemorragia es muy alto.
2. Precisa de sangrado activo para que las pruebas sean útiles.
3. La recurrencia de sangrado después de un resultado negativo es del 27%

Debido a la baja especificidad de la prueba para localizar la hemorragia, no se recomiendan como métodos únicos para guiar una cirugía de la HDB.

#### Angiografía
El uso de la angiografía para la HDB está bien establecido. Es un método que detecta sangrados mayores de 0,5 ml/min. Son dos las situaciones fundamentales en las está indicada la angiografía en la HDB: aquellas hemorragias activas que impiden la realización de la colonoscopia y aquellas en las que la colonoscopia no identifica el lugar del sangrado.
El readiólogo intervencionista primero canula la arteria mesentérica superior, ya que la mayoría de las hemorragias hemodinámicamente singinifcativas se originan en el colon derecho. La extravasación de contraste indica que el estudio es positivo. Si es negativo, se canula la artgeria mesentérica inferior, seguida por la arteria celiaca. En ocasiones hay variaciones vasculares anatómicas de la dirculación del colon o del intestino delgado. Otras veces se objetiva que el origen del sangrado corresponde a una HDA. Los divertículos, las angiodisplasias y las varices intestinales pueden visualizarse con la angiografía. Si en el momento de realizar la angiografía el sangrado se ha detenido, el estudio casi con toda probabilidad será negativo. Según los estudios, el porcentaje de pacientes con HDB con angiografías positivas fluctúa del 27% al 86%, con una media del 45%. La sensibilidad de la prueba es muy baja, entre el 30 y el 47%
Una vez que el punto del sangrado se ha objetivado, la angiografía ofrece la posibilidad de tratamiento de la lesión, como la administración de vasopresina o la embolización selectiva.
Es un método diagnóstico con una tasa de complicaciones nada despreciable, que ronda el 9%, entre ellas algunas graves como la trombosis mesentérica, la embolización iatrogena o el frcaso renal inducido por contraste.
Angiografía urgente. La angiografía será el primer estudio a realizar en una HDB en caso de hemorragias masivas en los que la colonoscopia no es posible o en los que la inestabilidad clínica contraindica la espera. Los criterios para determinar que pacientes van directamente a angiografía son: transfusión de 4 o más concentrados de hematíes en las primeras 2 horas tras el ingreso en pacientes con presión arterial sistólica menor de 100 mmHg a pesar de resucitación agresiva.
Ventajas y desventajas: entre las ventajas se encuentran las siguientes:
1. Es un método muy exacto para localizar el lugar de la hemorragia.
2. Ofrece posibilidades terapéuticas, como la vasopresina o la mebolización.
3. No requiere esperar a administrar preparación purgante del colon.

Entre las desventajas están:
1. Su sensibilidad es baja.
2. Solo es útil en pacientes con hemorragia activa.
3. Su tasa de complicaciones graves no es despreciable, en torno al 9%.

#### Otros métodos diagnósticos
Hay otras técnicas diagnósticas que se pueden usar en un caso de HDB, pero su indicación es menos clara y no no ofrecen los resultados que ofrecen los anteriores.
Enema opaco: es un método que solo está indicado en estudios de pacientes con HDB en los que las evaluaciones previas no determinan el lugar de la lesión. Nuca debe utilizarse en la fase aguda dado que la administración del bario invalida la posterior realización de colonoscopia o de angiografía.
Radiografía con contraste:

#### Esofagogastroduodenoscopia
El 10% de los pacientes con clínica de HDB tendrán su origen por encima del ángulo de Treitz. Es por ello que en muchos casos la endoscopia alta sea necesaria incluso como primera prueba a realizar.
- Pacientes con lavados de SNG positivos para sangre o con píloro cerrado si tienen hemorragia masiva o inestabilidad hemodinámica.
- Pacientes inestables hemodinámicamente con hemorragias masivas.

## Diagnóstico diferencial
El diagnóstico diferencial fundamental es descartar la HDA. Para otros diagnósticos, ver apartado de Etiología.

## Tratamiento
El manejo de un paciente con HDB tiene tres aspectosː
1. Valoración inicial y estabilización del paciente.
2. Estudio diagnóstico para la localización y diagnóstico de la causa de la hemorragia.
3. Tratamiento específico de la hemorragia.

Es fundamental evaluar la entidad de la hemorragia en un paciente determinado y su gravedad para elegir el nivel asistencial más apropiado para cada caso. Al mismo tiempo que se hace dicha evaluación debe estabilizarse la situación clínica del paciente con resucitación con fluidoterapia y reposición de hemoderivados si lo precisara. Los avances diagnósticos y terapéuticos, sobre todo gracias a la colonoscopia y la angiografía, y la posibilidad de localizar y tratar una HDB con éxito han mejorado el pronóstico y reducido las complicaciones, la necesidad de cirugía y el coste sanitario de este tipo de pacientes. La secuencia de uso de los métodos diagnósticos y terapéuticos va a depender de la situación clínica del paciente, la cuantía de la hemorragia, los recursos locales del lugar en el que es atendido y la experiencia del personal sanitario en los diferentes procedimientos quirúrgicos y en los no quirúrgicos.

### Valoración inicial y estabilización del paciente
En cada paciente con una HDB es fundamental evaluar la entidad de la hemorragia y su gravedad para elegir el nivel asistencial más apropiado para cada casoː alta y seguimiento ambulatorio, ingreso hospitalario para estudio y tratamiento, estabilización y evaluación diagnóstica inicial en un servicio de urgencias, unidad especializada para pacientes sangrantes, o ingreso en una unidad de cuidados intensivos. En muchos pacientes el lugar más apropiado para el manejo inicial será un servicio de urgencias hospitalario. Al mismo tiempo que se hace dicha evaluación en aquellos pacientes con HDB de cierta entidad deberá estabilizarse la situación clínica del paciente con un abanico básico de medidas que incluye la resucitación con fluidoterapia, la reposición de hemoderivados y el manejo de las coagulopatías y de tratamientos anticoagulantes.

#### Evaluación y elección de nivel asistencial
Todos los pacientes con rectorragias o HDB deben ser evaluados médicamente. Cuando y donde dependerá de los detalles clínicos de la hemorragia y su perfil de riesgo, la cuantía de la hemorragia y la edad y comorbilidad del paciente.
En pacientes con un perfil clínico de bajo riesgo (paciente menor de 40 años, sano y sin comorbilidades, con una rectorragía menor aislada o intermitente pero no continuada, y con clínica que sugiere origen anal) el manejo puede ser ambulatorio sin necesidad de derivación a un hospital, programando una valoración por un especialista de aparato digestivo en los días siguientes para anoscopia, sigmoidoscopia o colonoscopia completa según cada caso.
Aquellos pacientes con un perfil clínico de riesgo deberían ser atendidos en un entorno hospitalario de forma urgente. Varios estudios han identificado diversos factores que ayudan a predecir el riesgo de complicaciones en una paciente con HDB. Cuanto mayor es el número de factores de riesgo en un mismo paciente, pero es el pronóstico. Estos factores de alto riesgo sonː
- Edad mayor de 50 años, elevándose especialmente el riesgo en los más ancianos.
- Hemorragia persistente o grave
- Inestabilidad hemodinámica o shock hipovolémico
- Comorbilidad significativa.
- Antecedentes de HDB, sobre todo aquellas por divertículos y angiodisplasias.
- Uso de anticoagulantes o antiagregantes.
- Anemia.
- Coagulopatías.
- Abdomen agudo o defensa abdominal a al exploración.
- HDB durante un ingreso hospitalario por otro motivo.

#### Resucitación y estabilización
El manejo de todo paciente con HDB debe enfocarse inicialmente en asegurar la estabilidad hemodinámica del paciente y corregir todos aquellos factores que estén incidiendo en la hemorragia. Esta debe ser la prioridad antes de plantearse los estudios diagnósticos oportunos. La valoración inicial incluye la evaluación del estado de la vía aérea y la respiración del paciente, su estado hemodinámico y circulatorio, la monitorización de las constantes vitales imprescindibles en pacientes con hemorragias agudas (nivel de conciencia, frecuencia respiratoria, frecuencia cardíaca y tipo de ritmo electrocardiográfico, presión arterial, volumen de diuresis), considerar la necesidad de asistencia en una unidad de reanimación, unidad de cuidados intensivos o unidad de pacientes sangrantes según las estructuras que disponga del nivel asistencial en el que es atendido el paciente, la determinación de nivel de hemoglobina y hematocrítico y otros parámetros como plaquetas e INR, la resucitación con líquidos intravenosos y la reposición y tratamiento con hemoderivados. El procedimiento de tratamiento inicial del paciente incluirá los siguientes puntos:
A. Vía aérea: en pacientes con grave inestabilidad hemodinámica y afectación del nivel de conciencia que ponga en peligro la seguridad de la vía área será necesario asegurar esta con métodos de intubación endotraqueal. En la mayor parte de los casos no existirá dicho compromiso. Si hubiese hipoxemia leve se aportarán suplementos de oxígeno mediante cánula nasal o mascarilla tipo Venturi. En caso de estado nauseoso o vómitos, estaría indicado colocar al paciente en decúbito lateral en Trendelenburg.
B. Reposición de la volemia: deberá obtenerse la canalización de 2 venas periféricas con angiocatéteres de grueso calibre (de 17 o 18 gauges). En pacientes inestables puede ser necesaria la colocación de un catéter venoso central para determinar la presión venosa central (PVC). En todos los pacientes se administrará una perfusión de cristaloides. El objetivo es obtener una buena perfusión general, para mantener un nivel de conciencia normal, ausencia de taquipnea, una PVC entre 5 y 12 cm H2O, una diuresis mayor de 30 ml/h., una presión arterial sistólica mayor de 100 mm. Hg y una frecuencia cardíaca por debajo de 100 latidos/min.
1. Fluidoterapiaː para pacientes con inestabilidad hemodinámica, se iniciará una resucitación con perfusión intravenosa de entre 300 y 500 ml. de suero fisiológico al 0,9 % o de solución láctica de Ringer a pasar en 30-60 minutos (entre 5 y 10 ml/kg de peso del paciente). Si la inestabilidad continua o la situación de entrada es de shock hipovolémico, se continuará con una fluidoterapia intravenosa intensiva de cristaloides a ritmo de 1000 – 2000 ml/h (entre 10 a 20 ml/kg de peso del paciente).
2. Transfusión de hematíes: solo los pacientes en shock grave extremo o con pérdidas sanguíneas estimadas superiores al 30% necesitaran reponer la volemia con sangre o concentrados de hematíes de entrada. En el resto de casos los límites para valorar la reposición de hemoderivados son muy amplios. En los últimos años varios estudios han demostrado que en muchos casos la transfusión de hematíes disminuye la supervivencia. Actualmente se considera que de forma genérica no está indicado transfundir hasta que la hemoglobina está por debajo de 7 mg/dl (equivalente a un hematocrito menor del 25%). Las últimas revisiones incluyen en este manejo restrictivo de la anemia a los pacientes con cardiopatía isquémica estable. En otras comorbilidades todavía no hay suficiente evidencia del nivel de anemia a partir del cual transfundir. Sin embargo si está demostrado que en pacientes cardiopatía isquémica inestable (angor pectoris agudo, síndrome coronario agudo, insuficiencia cardiaca) se valorará dicha transfusión con niveles de hemoglobina menores a 9 mg/dl (hematocrito menor del 30%). La misma recomendación se haría para los pacientes con insuficiencia respiratoria, renal u otras, sobre todo si están inestables. El objetivo es conseguir un objetivo de hematocrito entre el 20-25 % en pacientes sin factores de riesgo y del 30% en pacientes ancianos con comorbilidad.
3. Corrección de alteraciones de la coagulación: los pacientes con tratamientos anticoagulantes o enfermedades hepáticas o hematológicas pueden necesitar corregir determinados estados hematológicos específicos que son determinantes en el proceso de la hemorragia o que harían inviables la realización de pruebas o tratamientos más invasivos porque aumentaría el riesgo de hemorragia por los procedimientos en sí. Todos estos casos deberían ser consultados con especialistas en Hematología. En pacientes anticoagulados con dicumarínicos, con INR mayor de 1.5 habrá que revertir su estado con la administración de vitamina K y/o plasma fresco (aproximadamente 1 unidad/10-15 kg de peso)y volver a determinar el INR para repetir el tratamiento hasta conseguir niveles de coagulación adecuados. En pacientes con trombopenias severas por debajo de 50.000 / mm³ y hemorragia activa será necesario reponer plaquetas (aproximadamente 1 unidad/10 kg de peso).

Aquellos pacientes en los que las medidas iniciales no reviertan la inestabilidad hemodinámica y persistan en shock, sangrado activo inestabilizante y con factores de riesgo como comorbilidades, que precisen múltiples transfusiones o en los que este presentes signos clínicos de abdomen agudo necesitarán ingreso en una unidad de cuidados intensivos además de la consulta precoz con cirugía y el gastroenterólogo endoscopista.

### Localización y tratamiento de la hemorragia
El tratamiento específico de la HDB depende de cual es su origen y causa. La mayor parte de los pacientes podrán ser tratados con éxito mediante tratamientos aportados durante la colonoscopia o la angiografía. Solo muy pocos casos necesitarán cirugía inmediata. En todos los casos hay que considerar que estemos ante una HDA, en cuyo caso el primer paso a dar es realizar una esofagogastroduedenoscopia, con o sin sondaje y lavado nasogástrico previo, de forma inmediata o una vez que la situación clínica del paciente lo permita. Los pacientes con HDB estables o aquellos inestables que hayan sido estabilizados tras el tratamiento resucitador inicial, la colonoscopia es la maniobra de elección. La otra alternativa terapéutica es la angiografía mesentérica para la detección del punto hemorrágico y hemostasia superselectiva del mismo, allí donde este procedimiento esté disponible, pero solo estaría indicada en hemorragias masivas en las que se ha descartado la HDA, con inestabilidad hemodinámica que no responde al tratamiento inicial y nos impide preparar al paciente para una colonoscopia óptima, o en aquellos que realizada la colonoscopia está no haya podido resolver el problema y el paciente continúe sangrando. Como última opción quedaría la cirugía. Actualmente solo tiene una indicación precisa en HDB por divertículos persistente o refractaria. Está debería realizarse habiendo intentado localizar preoperatoriamente, en la medida de lo posible, que parte del colon sangra mediante alguno de los métodos diagnósticos antes referidos, para reducir la morbilidad y mortalidad del acto quirúrgico. Aunque no hay ensayos clínicos aleatorios con muestras suficientemente representativas que estudien la ventaja de una estrategia de tratamiento respecto a otra, las recomendaciones dadas se basan en la amplia experiencia clínica y los estudios existentes.

#### Colonoscopia
La colonoscopia es el método diagnóstico y terapéutico de elección en una gran parte de pacientes con HDB. Ya hemos descrito las ventajas e inconvenientes de la colonoscopia (ver arriba): entre las ventajas, la visualización y localización precisa del lugar de la hemorragia, la posibilidad de obtener muestras para estudio anatomopatológico y la posibilidad de tratar la sesión en el mismo acto endoscópico; entre las desventajas, la necesidad de realizar una preparación previa para limpiar el colon, la disminución de la rentabilidad de la prueba si está preparación es deficiente o no se puede hacer, y el riesgo que comporta la sedación que se suele necesitar para realizar está prueba en un paciente sangrante que puede inestabilizarse. En las series publicadas entre el 10 y el 40% de los pacientes a los que se realiza colonoscopia reciben tratamiento en el mismo acto, consiguiendose detener la hemorragia con éxito entre el 50 y el 100% de los casos.
La colonoscopia se realizará en aquellos pacientes en los que no haya que descartar primero una HDA y que hayamos conseguido estabilizar hemodinámicamente. Las diversas guías y recomendaciones consultadas recomiendan hacerla en las primeras 8-24 horas tras el ingreso del paciente. Esta colonoscopia precoz es la que ha demostrado en varios estudios que mejora la certeza diagnóstica y la eficacia del tratamiento que se aplique respecto a las colonoscopias que se realizan pasadas estas primeras 24 horas. La colonoscopia precoz también ha demostrado que reduce el tiempo de estancia hospitalaria y otros indicadores. Sin embargo, algunos estudios demuestran que la colonoscopia precoz no consigue disminuir ni la tasa de resangrados ni la necesidad de cirugía, aunque son estudios realizados con grupos pequeños de pacientes lo que puede haber influido en su potencia estadística para obtener resultados concluyentes.
La colonoscopia es una prueba eminentemente óptica y visual. Para conseguir una colonoscopia precoz con resultados óptimos, es necesaria una preparación previa del colon que permita la mejor visualización posible de las paredes del colon. No solo se mejoran los resultados diagnósticos sino que, además, disminuye el riesgo de perforación. Para ello hay que administrar al paciente por vía oral una solución de polietilenglicol a un ritmo aproximado de 1 litro cada 30 o 45 minutos hasta conseguir deposiciones limpias de heces y de sangre. Pasadas 1 o 2 horas tras la última deposición limpia se puede realizar la colonoscopia. En aquellos pacientes que la vía oral no es viable o bien en los que presentan riesgo de broncoaspiración, está preparación puede administrarse a través de una sonda nasogástrica. Otra forma de preparar el colon es mediante irrigaciones o enemas de limpieza. La experiencia demuestra que este método no es mejor que la solución de polietinel-glicol y en todo caso los enemas pueden ser útiles como coadyuvantes de la preparación oral.
Son varias las opciones de tratamiento que se pueden aplicar con el colonoscopio: la inyección de vasoconstrictores como la adrenalina, la electrocoagulación, la fotocoagulación por láser de argón, los clips hemostáticos, las ligadura con bandas o una combinación de todas estas medidas. El tipo de terapia a aplicar depende de la lesión encontrada.
La tasa de complicaciones en pacientes con HDB es muy baja, menor del 2% y casi nulas en algunos estudios.
Para determinar la certeza de que la lesión o lesiones observadas en una colonoscopia sean la causa de la hemorragia existe una clasificación que califica los hallazgos como definitivos, probables o inciertos (precisa cita). En muchos casos puede determinarse el diagnóstico como definitivo. Pero visualizar una lesión que puede ser un origen hipotético de la hemorragia cuando está no es activa no excluye la presencia de otra causa más proximal en otras localizaciones del colon o incluso del intestino delgado. Es frecuente identificar más de una lesión potencialmente hemorrágica. Y en un número no despreciable de pacientes no se podrá identificar la causa.
Según la serie que se consulte, entre el 45 % y el 90 % de los pacientes se evidencia un origen definitivo o potencial para la hemorragia.

#### Arteriografía
La arteriografía es otro método útil para el tratamiento de pacientes con HDB. La arteriografía mesentérica con embolización superselectiva es la técnica de elección que estaría indicada en aquellos pacientes con hemorragias masivas y activas en los que la endoscopia no es viable o en los que una vez realizada la colonoscopia esta o bien no ha identificado el punto de sangrado o bien el tratamiento que se ha aplicado a través de la propia endoscopia no ha conseguido detener la hemorragia. Varios estudios han demostrado su utilidad. Ya hemos explicado los detalles de esta técnica más arriba (ver el apartado 3.Angiografía de la sección Pruebas diagnósticas específicas).
Con esta técnica de cateterización hay varias alternativas de tratamiento: infusión intra-arterial de vasopresina y embolización superselectiva con cateteres coaxiales. La inyección de vasopresina se realiza en la arteria afectada a través del cateter de la angiografía. Una vez localizada el punto del sangrado y colocado el cateter apropiadamente, se realiza una perfusión continua inicialamente a 0,2 unidades/min que se aumenta hasta 0,4 unid./min. si no se consigue detener la hemorragia. Se repite una nueva angiografía a los 20-30 minutos de la primera para demostrar un vasoespasmo eficaz en detener el sangrado. Si es así, se mantiene una perfusión de vasopresina durante 12-48 horas y se reduce paulatinamente durante 24 horas más. Durante este tratamiento el paciente debe ser atendido en una unidad de cuidados intensivos. Este tratamiento es más eficaz en la hemorragia por divertículos ya que esta es una hemorragia arterial, y es poco efectiva en las hemorragias por angiodisplasias, de origen venocapilar. Aunque se consigue detener el sangrado entre el 70 % y 91 % de los casos, la tasa de recidiva de la hemorragia es del 41 % de media (puede variar del 22 % al 71 % según los estudios consultados). Además tiene un no despreciable número de complicaciones secundarias, algunas tan serias como las arritmias cardíacas, la isquemia miocárdica, o la isquemia intestinal. El uso de vasopresina estaría contraindicado en pacientes con enfermedad coronaria severa o con enfermedad obstructiva arterial periférica.
La embolización supraselectiva del vaso afectado mediante cateter coaxial tiene globalmente mejores resultados que la vasopresina. A través de catéteres de fino calibre, se instilan partículas de alcohol polivinilico para ocluir el vaso sangrante de forma permanente. La técnica en pacientes con hemorragia activa es viable en el 80 % de los pacientes, consiguiendo una tasa de éxito en el control de la hemorragia del 97 %. También, no obstante, es una técnica con un alto porcentaje de complicaciones, aunque menos que la vasopresina, como un 20% de infarto intestinal, lesión por disección o perforación de las arterias cateterizadas, trombosis arterial, y fracaso renal.
Comparada con la colonoscopia, la angiografía tiene menor potencia diagnóstica, más tasa de recidivas y mayor número de complicaciones, por lo que la recomendación es que la colonoscopia de forma general será la prueba diagnóstico terapéutica prioritaria en la mayoría de los pacientes con HDB. La angiografía seriá el primer estudio a realizar en una HDB en caso de hemorragias masivas en los que la colonoscopia no es posible o en los que la inestabilidad clínica contraindica la espera. Los criterios para determinar que pacientes van directamente a angiografía, porque son los que tienen una tasa más alta de angiografías positivas (un 85 %), serían aquellos que tengan una presión arterial sistólica menor de 90 mmHg a pesar de resucitación agresiva y hayan necesitado transfusión de 4 o más concentrados de hematíes en las primeras 24 horas tras el ingreso.

#### Cirugía
El tratamiento quirúrgico de la HDB en la actualidad se reserva para pacientes con hemorragias exanguinantes que amenazan la vida del paciente o en pacientes inestables con hemorragias activas o recurrentes en los la colonoscopia y la angiografía han fallado en detener la hemorragia o cuando estos procedimientos no están disponibles o la inestabilidad del paciente impide la realización de estas técnicas con mínimas garantías. La mayor parte de los casos se tratará de una cirugía del colon. Sin embargo, hay que insistir en que la mayoría de los pacientes con HDB graves, incluso aquellos en los que la hemorragia persiste o es recurrente, no requerirán cirugía.
Las indicaciones de la cirugía urgente son las siguientes:
- Inestabilidad hemodinámica a pesar de una agresiva y adecuada resucitación previa.
- Hemorragia activa o recurrente, con inestabilidad hemodinámica o sin ella pero que hayan necesitado transfusión de varios concentrados de hematíes (más de 6 concentrados según Farrell (2005), más de 4 en 24 horas según Zuckerman (1999)) y en los que carezcamos de diagnóstico a pesar de haber realizado colonoscopia urgente, TC, radionucleos o angiografía previamente.
- Hemorragia activa proveniente de una lesión localizada en un segmento del colon que es susceptible de tratamiento curativo o para hemostasia permanente mediante cirugía.
- Pacientes tratados con embolización selectiva por angiografía que sufren isquemia intestinal o perforación como complicaciones del procedimiento.
- En todos los casos, serán pacientes candidatos a cirugía urgente o emergente sin comorbilidad que lo contraindique y con una expectativa de vida razonable.

De forma clásica y general hay cuatro posibles abordajes quirúrgicos de la HDB del colon:
- Colectomía segmentaria electiva: que no es urgente, y estaría indicada en pacientes estables en los que ha cedido la hemorragia, sabemos su localización y que está se produjo por una lesión cuyo tratamiento óptimo es la cirugía (como por ejemplo un adenocarcinoma de colon o recidiva hemorrágica de una angiodisplasia) y está se puede realizar de forma electiva en los días siguientes a la hemorragia, con el paciente en las mejores condiciones clínicas posibles, tras estudio preoperatorio detenido del caso y realización de las pruebas complementarias pertinentes para ello.
- Colectomía segmentaria directa urgente: indicada en pacientes con hemorragia grave que no cede y en los que se ha podido localizar preoperatoriamente el segmento del colon en el que se está produciendo el sangrado.
- Hemicolectomía segmentaria urgente: en pacientes estables o inestables, con hemorragia activa y localización de la misma desconocida pero con un diagnóstico clínico probable de la patología que la origina (por ejemplo, una diverticulosis del colon ya conocida en ese paciente con episodios hemorrágicos previos), en los que se realiza una resección “a ciegas” de la mitad del colon en la que con más probabilidad se encontraría la lesión.
- Colectomía subtotal urgente: en pacientes inestables, con hemorragia activa o recurrente y en los que desconocemos diagnóstico y localización de la hemorragia.

De todos los procedimientos quirúrgicos urgentes o emergentes la situación ideal es la colectomía segmentaria urgente dirigida por al menos un estudio preoperatorio endoscópico, radiológico o angiográfico que haya permitido localizar el segmento del colon en el que se está produciendo la hemorragia. Localizar con la máxima precisión posible donde está la hemorragia es esencial para unos resultados quirúrgicos óptimos y evitar resecar el segmento de colon erróneo. La tasa de resangrado en estos casos es entre el 4% y el 14%, con una morbilidad del 9% y una mortalidad del 10%. En aquellos casos en lo que previamente se ha realizado angiografía, se puede utilizar la vasopresina como tratamiento transitorio para contener o disminuir la hemorragia mientras se gana tiempo para la cirugía que de esta manera se puede demorar hasta 24-48 horas en las que se puede mejorar el estado clínico del paciente corrigiendo las alteraciones que pudiera haber de su medio interno, la anemia si fuese necesario y las alteraciones de la coagulación si las hubiera, para llegar a la cirugía en condiciones óptimas.
La hemicolectomía segmentaria se realiza asumiendo que ciertas hemorragias del colon son más frecuentes en una mitad o en otra del mismo, por ejemplo que las angiodisplasias son más frecuentes en el colon derecho y la diverticulosis en el izquierdo. Sin embargo, hay una larga serie de trabajos que dan una tasa de complicaciones y una mortalidad muy elevadas para esta cirugía: el resangrado se da entre el 33 y el 42% de los pacientes y la mortalidad oscila entre el 30% y el 57%. Estas evidencias han llevado a contraindicar esta opción de tratamiento quirúrgico de la HDB.
Estos mismos estudios han evidenciado que la más agresiva colectomía subtotal tiene mejores resultados que la hemicolectomía a ciegas. Históricamente la colestomía subtotal se asociaba a un elevado rango de mortalidad que podía llegar al 50%. Pero con el paso de los años y la evolución de las técnicas quirúrgicas y el soporte médico del paciente crítico, las series más recientes dan tasas de mortalidad de entre el 2 y el 6%, drásticamente más bajas. Incluso la frecuencia de resangrado es menor que en los pacientes con colectomía segmentaria dirigida, dado que en la colectomía subtotal se elimina una considerablemente mayor porción del colon que en la colectomía segmentaria y, por lo tanto, la posibilidad de que pueda haber otra HDB por una nueva lesión, como un divertículo o una angiodisplasia, desaparece. Sin embargo, no hay que olvidar que la calidad de vida, probablemente será peor en los pacientes con colectomía subtotal que en los de la segmentaria, a consecuencia de la diarrea crónica que se asocia a la resección de todo el colon. Por todo ello, en caso de que no sea posible realizar una colectomía segmentaria dirigida, la técnica de elección es la colectomía subtotal.
Algunos autores insisten que antes de llevar a un paciente con HDB a quirófano no está de más enfatizar que hay que estar seguros de haber descartado la HDA y de haber descartar el origen anorrectal accesible por anoscopio. Una anoscopia o una protoscopia rígida preoperatorias pueden evitar la cirugía al localizar que la hemorragia provenía, por ejemplo, de una hemorroide interna o una úlcera rectal. Respecto a la HDA, se puede plantear hacer una esofagogastroduodenoscopia en la mesa de quirófano con el paciente ya anestesiado y preparado para la cirugía inmediata si esta endoscopia alta fuese negativa. Una vez sentada la indicación de la cirugía, se debe realizar una laparotomía exploradora. Hay que intentar hacer una localización intraoperatoria de la hemorragia, ya que hay que descartar la hemorragia del intestino delgado, y porque la resección segmentaria dirigida intraoperatoriamente podría ser mejor opción que la colectomía subtotal. Si hay disponibilidad y la experiencia de cirujanos y endoscopistas lo permite, se recomienda practicar una colonoscopia y enteroscopia intraopertorias guiadas por el cirujano para intentar localizar la hemorragia en el colon o en el intestino delgado y realizar una cirugía segmentaria. Si la endoscopia intraoperatoria no da resultados, se debe examinar todo el intestino delgado mediante la inspección y la palpación buscando alguna lesión que pudiera ser responsable de la hemorragia. Una técnica consiste en clampar segmentos del intestino de forma sucesiva para identificar que sección del intestino se llena de sangre. Si con la inspección quirúrgica tampoco se consigue localizar la lesión, y si la sospecha clínica es que el origen de la hemorragia es el colon, la indicación es realizar una colectomía subtotal. Si no se ha realizado enteroscopia intraoperatoria hay que hacer una inspección abierta del ileón distal para destacar la presencia de sangre a ese nivel. En los pacientes más inestables, de mayor edad y con comorbilidad significativa la cirugía se hará en dos tiempos, con colectomía subtotal y una ileostomía provisional en el primer tiempo para, posteriormente, con el paciente ya recuperado y en mejores condiciones, cerrar la ileostomía y hacer una ileoproctostomía electiva en un segundo tiempo. En los pacientes menos inestables, más jóvenes y con menor comorbilidad y riesgo quirúrgico la cirugía se hará en un solo tiempo realizando la ileoproctostomía terminoterminal en la misma operación.
La cirugía también es el tratamiento de aquellos pacientes ya tratados con embolización selectiva que se complican secundariamente con una isquemia intestinal, sepsis abdominal o una perforación del colon. Estos casos requerirán una laparotomía exploradora para resecar la sección intestinal afectada o para una colectomía subtotal en los casos más graves.

### General
- Guyton, AC (1988). Tratado de fisiología médica. 7ª edición. McGraw-Hill Interamericana de España. ISBN 84-7615-263-9.
- Williams PL, Warwick R, ed. (1985). Anatomía de Gray. Salvat. ISBN 84-345-2467-8.

### Tratados de medicina interna
- Epstein, A; Isselbacher, KJ (1998). «Chapter 44: Gastrointestinal bleeding».  En Fauci, AS; et al, ed. Harrison's Principles of Internal Medicine 14th ed. McGraw-Hill. pp. 246 y ss. ISBN 0-07-115268-7.
- Saperas Franch, E (2012). «Capítulo 27. Hemorragia gastrointestinal. (Secciónː hemorragia digestiva baja)».  En Rozman, C, et al., ed. Medicina Interna (Farreras/Rozman) (2012, 17ª edición). Barcelona: Elsevier. pp. 228-231. ISBN 978-84-8086-896-9.

### Tratados de cirugía general
- Duran Sacristán, H (1993). «Hemorragias graves del aparato digestivo. 2º. Concepto de la hemorragia del tramo digestivo inferior».  En Durán Sacristan et al., ed. Cirugía. Tratado de patología y clínica quirúrgicas (2ª edición). Madrid.: Interamericana-McGraw-Hill. pp. 2131-2140. ISBN 84-7615-875-0.

### Tratados de medicina de urgencias
- Henneman, PL (2003). «Capítulo 23: Hemorragia digestiva».  En Marx JA, et al, ed. Rosen, Medicina de Urgencias. Conceptos y práctica clínica. 5ª edición (edición española). Elsevier España. p. 194. ISBN 84-8174-637-1.
- Vignote Alguacil, ML, et al (2010). «Capítulo 45: Hemorragia digestiva baja».  En Jiménez-Murillo LJ, Montero-Pérez FJ, ed. Medicina de Urgencias y Emergencias. Guía diagnóstica y protocolos de actuación. 4ª edición. Elsevier España. pp. 315. ISBN 978-84-8086-469-5.

### En portales médicos web
- Cagir, B (1 de junio de 2011).  Medscape; Katz, J, ed. «Lower gastrointestinal bleeding» (en inglés). Consultado el 7 de enero de 2013.
- Strate, L (24 de julio de 2012).  Uptodate; LaMont, JT, ed. «Etiology of lower gastrointestinal bleeding in adults» (en inglés). Consultado el 7 de enero de 2013.
- Strate, L (16 de octubre de 2015).  Uptodate; Saltzman, JR, ed. «Approach to acute lower gastrointestinal bleeding in adults» (en inglés). Consultado el 2 de febrero de 2016.

### Guías de práctica clínica
- Alonso, P; Marzo, M; Mascort, JJ; et al (2002). «Guía de práctica clínica sobre el manejo del paciente con rectorragia». Gastroenterol Hepatol 25 (10): 605-632. PMID 12459124.  (enlace roto disponible en Internet Archive; véase el historial, la primera versión y la última). Guía "Rectorragia" de la AEG, fecha de acceso, 14 de enero de 2013.
- ASGE Standards of Practice Committee; Pasha, SF; Shergill, A; Acosta, RD, et al. (2014). «The role of endoscopy in the patient with lower GI bleeding». Gastrointest Endosc 79 (6): 875-885. PMID 24703084. doi:10.1016/j.gie.2013.10.039.
- Scottish Intercollegiate Guidelines Network (SIGN) (2008). Management of acute upper and lower gastrointestinal bleeding. A national clinical guideline. SIGN publication; no. 105; sep, 2008 (en inglés). Edinburgh (Scotland): Scottish Intercollegiate Guidelines Network (SIGN). ISBN 978-1-905813-37-7. Archivado desde el original el 16 de junio de 2012. Consultado el 18 de enero de 2013.
- Zuccaro, G Jr (1998). «Management of the adult patient with acute lower gastrointestinal bleeding. American College of Gastroenterology. Practice Parameters Committee.». Am J Gastroenterol 93 (8): 1202-1208. PMID 9707037.

### Artículos de revisión
- Elta, GH (2004). «Urgent colonoscopy for acute lower-GI bleeding». Gastrointestinal Endoscopy 59 (3): 402-408. PMID 14997144. doi:10.1016/S0016-5107(03)02721-4.
- Farrell, JJ; Friedman, LS (2005). «Review article: the management of lower gastrointestinal bleeding». Aliment Pharmacol Ther 21 (11): 1281-1298. PMID 15932359. doi:10.1111/j.1365-2036.2005.02485.x. «Revisión sobre el manejo de la HDB aguda grave. El objetivo del artículo es hacer una revisión crítica de la literatura publicada sobre los temas más importantes en relación con el manejo de la HDB, incluida la resucitación hemodinámica, la evaluación diagnóstica, el tratamiento endoscópico, radiolólgico y quirúrgico, y el desarrollo de un algoritmo para el manejo de la HDB basado en la revisión realizada. Se han buscado todas aquellas publicaciones relacionadas con la HDB en la base de datos MEDLINE entre los años 1966 y 2004, específicamente los ensayos clínicos y los artículos de revisión, y su lista de referencias y citas se analizó buscando publicaciones adicionales no identificadas inicialmente en dicha base de datos. Los ensayos clínicos y las recomendaciones clínicas fueron evaluadas segiendo criterios comunes. Las recomendaciones específicas se hacen basadonos en las evidencias revisadas. Se han revisado y calificado aproximadamente 200 artículos originales y de revisión. La bibliografía sobre endoscopia apoya el papel principal que tiene la colonoscopia urgente y el tratamiento que puede aportar allí donde este disponible. La bibliografía sobre radiología apoya la utilidad de la angiografía, especialmente después de tener un escáner que haya detectado una hemorragia activa. Respecto a la cirugía de resección segmentaria del colon para el tratamiento de la HDB persistente, los datos se limitan a apoyarla después de haber localizado el origen del sangrado mediante una colonoscopia o una angiografía previas. Los trabajos de investigación con datos de alta calidad sobre HDB son limitados. Los recientes avances han mejorado el manejo endoscópico, radiológico y quirúrgico de este problema. Sin embargo, las decisiones terapéuticas a menudo están basadas en la experiencia y preferencias locales. Con el incremento del acceso al tratamiento urgente endoscópico para el manejo de la HDB, se espera que el diagnóstico y el tratamiento colonoscópico tengan un papel mayor en el manejo de la HDB.»
- Strate, LL (2005). «Lower GI bleeding: epidemilogy and diagnosis.». Gastroenterol Clin Nort Am 34 (4): 643-664. PMID 16303575. doi:10.1016/j.gtc.2005.08.007. «La HDB es motivo de ingreso muy frecuente en los hospitales, sobre todo en ancianos. La diverticulosis supone más del 50 % de los causas, seguida de la colitis isquémica y la patología anorrectal. Aunque muchos pacientes dejan de sangrar espontáneamente y tienen un pronóstico favorable, la recidiva es muy frecuente en pacientes con hemorragia por divertículos y angiodisplasias. El manejo de la HDB es un reto debido al amplio abanico de causas de la misma, la larga extensión de intestino implicada, la naturaleza intermitente de los sangrados y las complejas y frecuentemente invasivas pruebas diagnósticas que se utilizan. Los avances en las técnicas endoscópicas han llevado a la colonoscopia a la primera línea del manejo de la HDB. Sin embargo, todavía quedan muchas cuestiones por responder sobre su papel en la práctica clínica rutinaria. Son necesarios más ensayos clínicos randomizados comparando las diferentes estrategias diagnósticas en la HDB.»
- Strate, LL; Naumann, CR (2010). «The role of colonoscopy and radiological procedures in the management of acute lower intestinal bleeding». Clin Gastroenterol Hepatol 8 (4): 333-343. PMID 20036757. doi:10.1016/j.cgh.2009.12.017. «Artículo de revisión, un “estado del arte”, sobre el manejo de la HDB con el foco dirigido hacia los diferentes aspectos que rodean al uso de la colonoscopia. Pero también trata con profundidad otras técnicas diagnósticas y terapéuticas y la comparación de las diferentes estrategias y la evidencia existente a favor de unas o de otras.»
- Zuckerman, GR; Prakash, C (1998). «Acute lower intestinal bleeding. Part I: clinical presentation and diagnosis». Grastrointest Endosc 48 (6): 606-616. PMID 9852451. «Comparada con la HDA, la HDB es menos frecuente, generalmente una presentación clínica menos grave y tiene unos aspectos únicos en relación a su etiología, diagnóstico y manejo. Serie de dos artículos de revisión sobre la HDB muy citados en la bibliografía internacional sobre el tema. En su primera parte trata la incidencia, la presentación y curso clínico general, el diagnóstico clínico, y las diferentes pruebas diagnósticas.»
- Zuckerman, GR; Prakash, C (1999). «Acute lower intestinal bleeding. Part II: etiology, therapy, and outcomes». Gastrointest Endosc 49 (2): 228-238. PMID 9925703. «Segunda y última parte de esta serie de dos artículos de revisión sobre la HDB. Aquí se revisan específicamente las diferentes etiologías de la HDB, sus factores de riesgo, los tratamientos posibles, la mortalidad y sus costes sanitarios.»

### Artículos específicos
- Jensen, DM; Machicado, GA; Jutabha, R; Kovacs, TOG (2000). «Urgent colonoscopy for the diagnosis and treatment of severe diverticular hemorrhage». N Engl J Med (en inglés) 342: 78-82. PMID 10631275. Consultado el 12 de febrero de 2013. «Estudio prospectivo de dos series secuenciales con un total de 121 pacientes con HDB grave y diverticulosis. Las conclusiones son que al menos un 20% de ellos tienen una hemorragia atribuible de forma definitiva a los divertículos. El tratamiento colonoscópico de estos pacientes con infiltraciones de epinefrina, coagulación bipolar, o ambas, pueden prevenir la recurrencia del sangrado y disminuir la necesidad de cirugía.»
- Longstreth, GF (1997). «Epidemiology and outcome of patients hospitalized with acute lower gastrointestinal hemorrhage: a population-based study». Am J Gastroenterol 92: 419-424. PMID 9068461. «Estudio poblacional sobre la incidencia, la etiología, el tratamiento y el pronóstico a largo plazo de los pacientes hospitalizados con HDB aguda. Se recogieron datos del alta y de los registros de colonoscopias de pacientes adultos que ingresaron entre 1990 y 1993 así como con entrevistas y llamadas telefónicas. Un total de 219 pacientes tuvieron 235 ingresos, lo que da una incidencia anual estimada de 20,5 pacientes/100.000 habitantes (24,2 varones frente a 17,2 mujeres, p < 0,001). Esta incidencia aumenta más de 200 veces en las últimas décadas de la vida. Los diagnósticos más frecuentes fueron: diverticulosis del colon (41,6%), cáncer colorectal (9,1%), colitis isquémica (8,7%), miscelánea de varias causas (28,8%) y causa desconocida (11,9%). Un 3,6% de los pacientes fallecieron durante el ingreso, aunque con un porcentaje muy elevado de ellos por HDB que acontecieron en pacientes ingresados por otro motivo (2,4% HDB antes del ingreso, 23,1% HDB tras el ingreso, p < 0,001). Se siguió al 99,5% de los pacientes incluidos que tuvieron una supervivencia media de 34 +/- 1,1 meses. En los 83 pacientes que tuvieron HDB por divertículos que no recibieron tratamiento definitivo, la tasa de recidiva de hemorragia (método de Kaplan-Meier) fue del 9% al año, 10% a los 2 años, 19% a los 3 años y del 25% a los 4 años. De los 89 pacientes con divertículos que sobrevivieron tras la hospitalización, la tasa de mortalidad por cualquier causa (ninguno de ellos fue por hemorragia) fue del 11% al año, 15% a los 2 años, 18% a los 3 años y 20% a los 4 años. Conclusiones: los ingresos por HDB aguda están relacionados con la edad y el sexo masculino. Después de una hemorragia por divertículos del colon, la causa más frecuente, las tasas de recidiva de la HDB y muerte no relacionada son similares durante los siguientes 4 años. Artículo clásico sobre epidemiología de la HDB muy citado en la bibliografía.»
- Rosemblum JD; Boyle CM; Schwartz LB (1997). «The mesenteric circulation. Anatomy and physiology». Surg Clin North Am 77 (2): 289-306. PMID 9146713. «Artículo que revisa la circulación mesentérica, superior e inferior, a partir de las angiografías de sus arterias principales, sus variantes más comunes, la fuente de sus colaterales más comunes y su origen embriológico. También incluye una breve revisión de la fisiología de la circulación mesenterica.»
- Strate, LL; Orav, EJ; Syngal, S (2003). «Early predictors of severity in acute lower intestinal tract bleeding». Arch Intern Med 6 (9): 838-843. PMID 12695275. doi:10.1001/archinte.163.7.838. «Estudio de datos clínicos recogidos de una cohorte consecutiva de pacientes ingresados por HDB aguda con el objetivo de determinar los factores de riesgo de gravedad o de recidiva. Fueron estudiados un total de 252 pacientes. Se recogieron 24 factores clínicos durante las primeras 4 horas del ingreso. Las variables de resultado fueron hemorragia grave, definida como hemorragia continuada en las primeras 24 horas de hospitalización (transfusión de 2 o más concentrados de hematíes y/o descenso del hemtocrito > o = de 20%) y/o hemorragia recurrente después de 24 horas de estabilidad (transfusiones adicionales, nuevos descensos del hematocrito > o = al 20%, o reingreso por HDB en la semana posterior al alta. Resultados: hubo HDB en 123 pacientes (49%). Los factores independientes de riesgo que se correlacionaron con estas hemorragias graves fueron: frecuencia cardíaca > o = 100/min., presión arterial sistólica < o = 115 mm. Hg, síncope, defensa abdominal a la exploración, hemorragia por el recto en las primeras 4 horas de la evaluación, uso de aspirina, y tener más de 2 comorbilidades activas. Conclusión: los datos clínicos obtenidos en la evaluación inicial de estos pacientes pueden utilizarse para identificar los pacientes con mayor riesgo de HDB grave.»
- Strate, L; Ayanian, JZ; Kotler G; et al (2008). «Risk factors for mortality in lower intestinal bleeding». Clin Gastroenterol Hepatol 6: 1004. PMC 2643270. PMID 18558513. doi:10.1016/j.cgh.2008.03.021. [Estudio transversal de cohortes de pacientes hospitalizados con diagnóstico de HDB al alta, utilizando los datos de un gran registro nacional anual sobre datos de salud de pacientes hospitalizados (N=227.022), para identificar los factores de mortalidad de la HDB. En un año, 8737 pacientes con HDB (3,9%) murieron, por cualquier causa, durante la hospitalización. Los predictores independientes de mortalidad intrahospitalaria estadísticamente significativos fueron: ser mayor de 70 años, tener una isquemia intestinal, y la comorbilidad. Otros factores con menor peso fueron: HDB estando hospitalizado por otro motivo, alteración de la coagulación, la hipovolemia, precisar transfusión de hematíes, ser varón. Tener pólipos o hemorroides se asociaron a menor riesgo de muerte. El tipo o características del hospital no estuvieron relacionados con la mortalidad de estos pacientes. Resumen divulgativo].